# Segunda Guerra Mundial
A Segunda Guerra Mundial foi um conflito militar global que durou de 1939 a 1945, envolvendo a maioria das nações do mundo — incluindo todas as grandes potências — organizadas em duas alianças militares opostas: os Aliados e o Eixo. Foi a guerra mais abrangente da história, com mais de 100 milhões de militares mobilizados. Em estado de "guerra total", os principais envolvidos dedicaram toda sua capacidade econômica, industrial e científica a serviço dos esforços de guerra, deixando de lado a distinção entre recursos civis e militares. Marcado por um número significante de ataques contra civis, incluindo o Holocausto e a única vez em que armas nucleares foram utilizadas em combate, foi o conflito mais letal da história da humanidade, que resultou na morte de 50-70 milhões de pessoas.
Geralmente considera-se o ponto inicial da guerra como sendo a invasão da Polônia pela Alemanha Nazista em 1 de setembro de 1939 e subsequentes declarações de guerra contra a Alemanha pela França e pela maioria dos países do Império Britânico e da Commonwealth. Alguns países já estavam em guerra nesta época, como Etiópia e Reino de Itália na Segunda Guerra Ítalo-Etíope e China e Japão na Segunda Guerra Sino-Japonesa. Muitos dos que não se envolveram inicialmente acabaram aderindo ao conflito em resposta a eventos como a invasão da União Soviética pelos alemães e os ataques japoneses contra as forças dos Estados Unidos no Pacífico em Pearl Harbor e em colônias ultra marítimas britânicas, que resultaram em declarações de guerra contra o Japão pelos Estados Unidos, Países Baixos e o Commonwealth Britânico.
A guerra terminou com a vitória dos Aliados em 1945, alterando significativamente o alinhamento político e a estrutura social mundial. Enquanto a Organização das Nações Unidas (ONU) era estabelecida para estimular a cooperação global e evitar futuros conflitos, a União Soviética e os Estados Unidos emergiam como superpotências rivais, preparando o terreno para uma Guerra Fria que se estenderia pelos quarenta e seis anos seguintes (1945–1991). Nesse ínterim, a aceitação do princípio de autodeterminação acelerou movimentos de descolonização na Ásia e na África, enquanto a Europa Ocidental dava início a um movimento de recuperação econômica e integração política.

## Cronologia
O primeiro dia de setembro de 1939 é geralmente considerado o início da guerra, com a invasão alemã da Polônia; o Reino Unido e a França declararam guerra à Alemanha Nazista dois dias depois. Outras datas para o início da guerra incluem o início da Segunda Guerra Sino-Japonesa, em 7 de julho de 1937.
Outros seguem o historiador britânico A. J. P. Taylor, que considerava que a Guerra Sino-Japonesa e a guerra na Europa e em suas colônias ocorreram de forma simultânea e posteriormente se fundiram em 1941. Este verbete utiliza a data convencional. Outras datas por vezes utilizadas para o início da Segunda Guerra Mundial incluem a invasão italiana da Abissínia em 3 de outubro de 1935. O historiador britânico Antony Beevor vê o início da Segunda Guerra Mundial nas batalhas de Khalkhin Gol, travadas entre o Império do Japão e a União Soviética de maio a setembro de 1939.
Também não existe consenso quanto à data exata do fim da guerra. Tem sido sugerido que a guerra terminou no armistício de 14 de agosto de 1945 (Dia V-J), ao invés da rendição formal do Japão em 2 de setembro de 1945; alguns apontam o fim da guerra no dia 8 de maio de 1945 (Dia V-E). No entanto, o tratado de paz com o Japão não foi assinado até 1951, enquanto o acordo de paz com a Alemanha não foi ratificado até 1990.

## Antecedentes

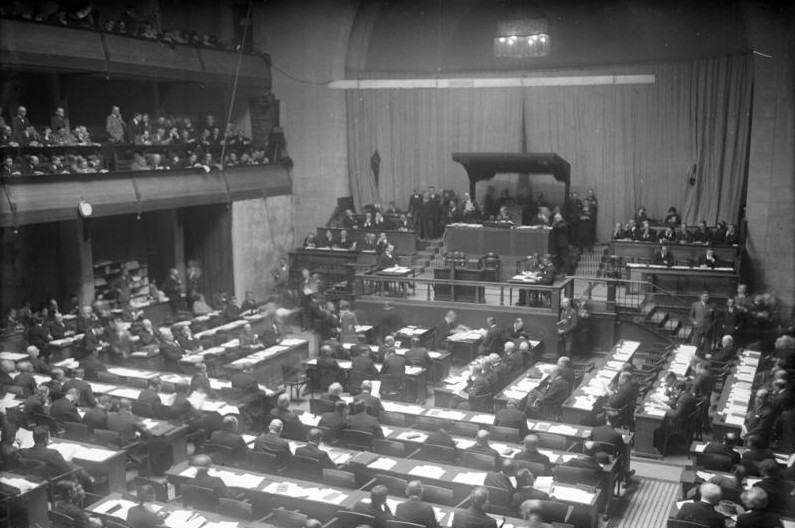
Assembleia da Liga das Nações em Genebra, Suíça, 1930. Durante o conflito, o Eixo teve planos de invadir o território suíço (ver: Operação Tannenbaum e Reduto nacional).

A Primeira Guerra Mundial alterou radicalmente o mapa geopolítico da Europa, com a derrota dos Impérios Centrais (Áustria-Hungria, Alemanha e Império Otomano) e a tomada do poder pelos Bolcheviques em 1917 na Rússia. Os aliados vitoriosos, como França, Bélgica, Itália, Grécia e Romênia ganharam territórios, enquanto novos Estados foram criados a partir do colapso da Áustria-Hungria e dos impérios Russo e Otomano. Apesar do movimento pacifista após o fim da guerra, as perdas causaram um nacionalismo irredentista e revanchista em vários países europeus. O irredentismo e revanchismo eram fortes na Alemanha por causa das significativas perdas territoriais, coloniais e financeiras incorridas pelo Tratado de Versalhes. Pelo tratado, a Alemanha perdeu cerca de 13% do seu território e todas as suas colônias ultramarinas, foi proibida de anexar outros Estados, teve que pagar indenizações e sofreu limitações quanto ao tamanho e a capacidade das suas forças armadas. Enquanto isso, a Guerra Civil Russa levava à criação da União Soviética.
O Império Alemão foi dissolvido durante a Revolução Alemã de 1918–1919 e um governo democrático, mais tarde conhecido como República de Weimar, foi criado. O período entreguerras foi marcado pelo conflito entre os partidários da nova república e de opositores radicais, tanto de direita quanto de esquerda. Embora a Itália como aliado Entente tenha feito alguns ganhos territoriais, os nacionalistas do país ficaram irritados com as promessas feitas pelo Reino Unido e França para garantir a entrada italiana na guerra, que não foram cumpridas com o acordo de paz. De 1922 a 1925, o movimento fascista, liderado por Benito Mussolini, tomou o poder na Itália com uma agenda nacionalista, totalitária e de colaboração de classes, que aboliu a democracia representativa, reprimiu os socialistas, a esquerda e as forças liberais, e seguiu uma política externa agressiva destinada a forjar, através da força, o país como uma potência mundial — um "Novo Império Romano" (ver: Grande Itália).

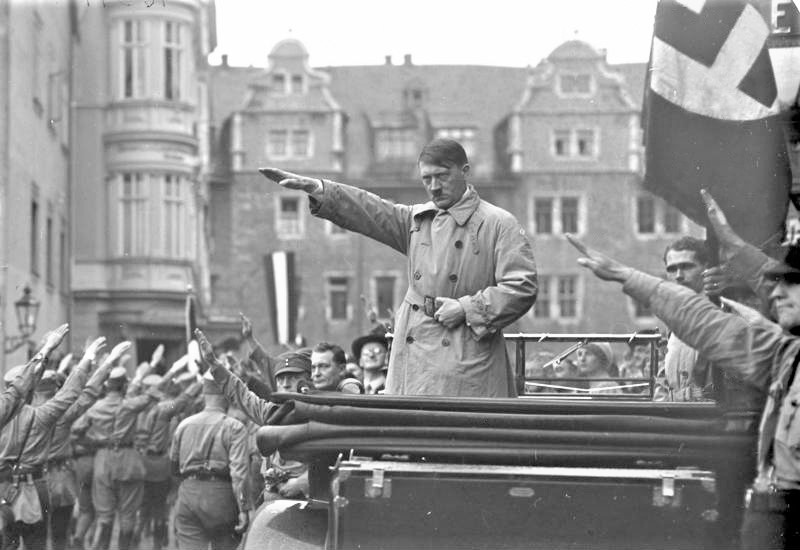
Adolf Hitler em um comício do Partido Nazista em Weimar, outubro de 1930.

Adolf Hitler, depois de uma tentativa fracassada de derrubar o governo alemão em 1923, tornou-se o chanceler da Alemanha em 1933. Ele aboliu a democracia, defendendo uma revisão radical e racista da ordem mundial, e logo começou uma campanha de rearmamento massivo do país. Enquanto isso, a França, para assegurar a sua aliança, permitiu que a Itália agisse livremente na Etiópia, país que o governo italiano desejava como uma posse colonial. A situação se agravou no início de 1935, quando o Território da Bacia do Sarre foi legalmente anexado à Alemanha e Hitler repudiou o Tratado de Versalhes, acelerando seu programa de rearmamento e recrutamento. Na Alemanha, o partido nazista, liderado por Adolf Hitler, procurou estabelecer um Estado nazista no país. Com o início da Grande Depressão, o apoio doméstico aos nazistas fortaleceu-se e, em 1933, Hitler foi nomeado chanceler da Alemanha. Após o incêndio no Palácio do Reichstag, Hitler conseguiu criar um governo unipartidário e totalitário liderado pelos nazistas.
Na China, o partido Kuomintang (KMT) lançou uma campanha de unificação contra os líderes militares regionais (os chamados senhores da guerra da China) e o país unificou-se em meados de 1920, mas logo viu-se envolvido em uma guerra civil contra seus antigos aliados comunistas. Em 1931, o cada vez mais militarista Império Japonês, começou a buscar influência na China como sendo o primeiro passo visto pelo governo para obter o direito do país em governar a Ásia como afirmava o slogan político Hakkō ichiu ("todos sobre o mesmo teto"). Os japoneses usaram o incidente de Mukden como pretexto para lançar uma invasão da Manchúria e estabelecer o Estado fantoche de Manchukuo.
Muito fraca para resistir ao Japão, a China apelou à Liga das Nações por ajuda. O Japão retirou-se desta organização internacional após ser condenado por sua incursão na Manchúria. As duas nações passaram a enfrentar-se em várias batalhas, em Xangai, Rehe e Hebei, até a Trégua de Tanggu ser assinada em 1933. Depois disso, forças voluntárias chinesas continuaram a resistência à agressão japonesa na Manchúria, Chahar e Suiyuan.
Na esperança de conter a Alemanha, o Reino Unido, a França e a Itália formaram a Frente de Stresa. A União Soviética, preocupada com os objetivos da Alemanha de ocupar vastas áreas do leste da Europa, escreveu um tratado de assistência mútua com a França. Antes de tomar efeito, porém, o pacto franco-soviético foi obrigado a passar pela burocracia da Liga das Nações, que o tornou essencialmente sem poder. No entanto, em junho de 1935, o Reino Unido fez um acordo naval independente com a Alemanha, flexibilizando as restrições anteriores. Os Estados Unidos, preocupados com os acontecimentos na Europa e na Ásia, aprovaram a Lei de Neutralidade em agosto. Em outubro, a Itália invadiu a Etiópia e a Alemanha foi o único grande país europeu que apoiou essa invasão. O governo italiano posteriormente abandonou as suas objeções com relação às metas da Alemanha de dominar a Áustria.
Hitler desafiou os tratados de Versalhes e de Locarno com a remilitarização da Renânia, em março de 1936. Ele recebeu pouca resposta de outras potências europeias. Quando a Guerra Civil Espanhola começou em julho, Hitler e Mussolini apoiaram as forças nacionalistas fascistas e autoritárias em guerra civil contra a República Espanhola, esta última era apoiada pela União Soviética. Os dois lados usaram o conflito para testar novas armas e métodos de guerra, tendo os nacionalistas como vencedores no início de 1939. Em outubro de 1936, Alemanha e Itália formaram o Eixo Roma-Berlim. Um mês depois, a Alemanha e o Japão assinaram o Pacto Anticomintern, com a adesão da Itália no ano seguinte. Na China, após o incidente de Xi’an o Kuomintang e as forças comunistas concordaram com um cessar-fogo, com o objetivo de apresentar uma frente unida para se opor à invasão japonesa.

## Eventos pré-guerra

### Invasão italiana da Etiópia (1935)

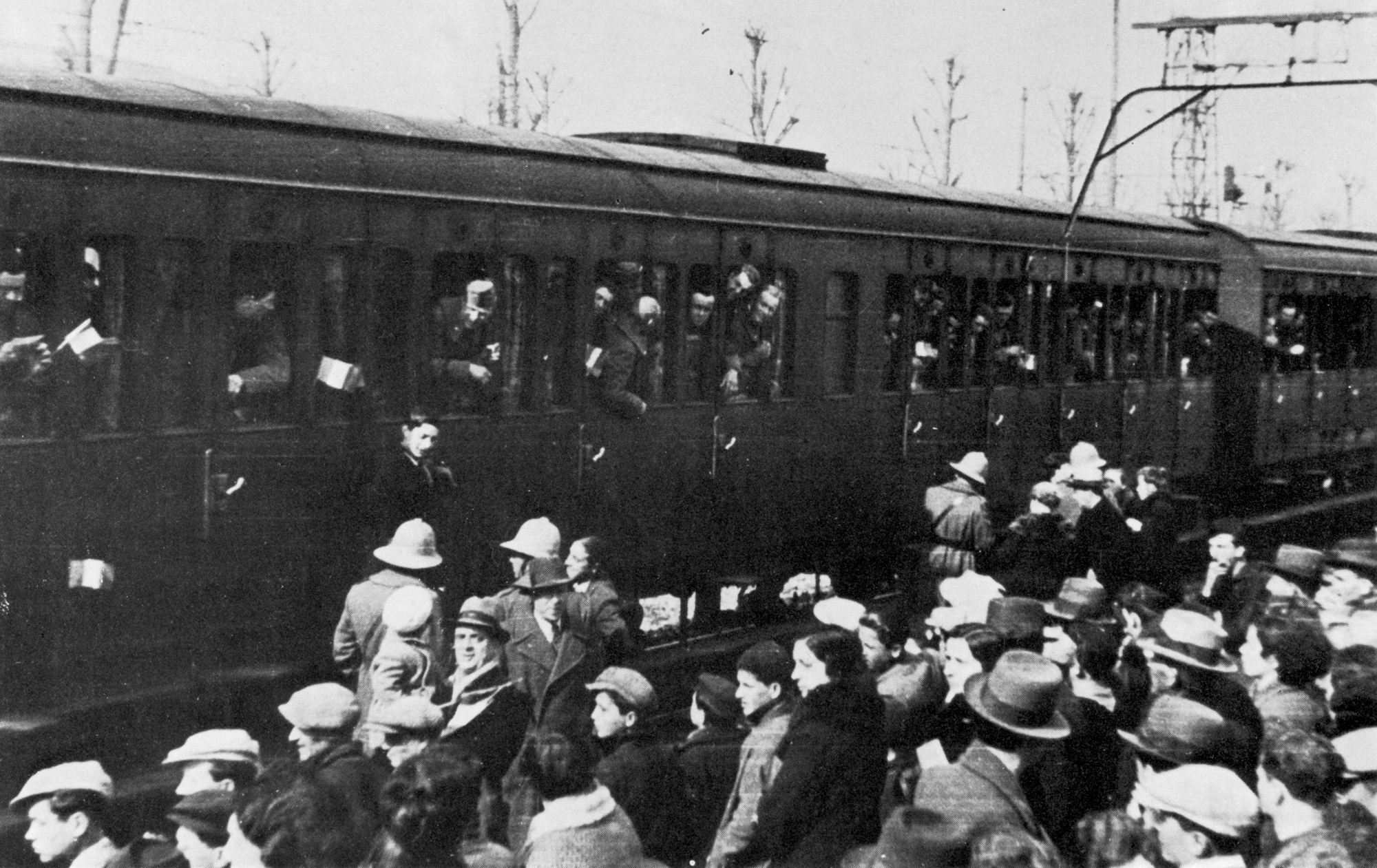
Soldados italianos recrutados em 1935 indo lutar na Segunda Guerra Ítalo-Etíope.

A Segunda Guerra Ítalo-Etíope foi uma breve guerra colonial, que começou em outubro de 1935 e terminou em maio de 1936. A guerra foi travada entre as forças armadas do Reino da Itália (Regno d'Italia) e as forças armadas do Império Etíope (também conhecido como Abissínia). A guerra resultou na ocupação militar da Etiópia e na sua anexação à recém-criada colônia da África Oriental Italiana (Africa Orientale Italiana ou AOI); além disso, expôs a fraqueza da Liga das Nações como uma força de manutenção da paz. Tanto a Itália quanto a Etiópia eram países membros da organização, mas a Liga não fez nada quando a guerra claramente violou o seu Décimo Artigo da Convenção.

### Guerra Civil Espanhola (1936–1939)

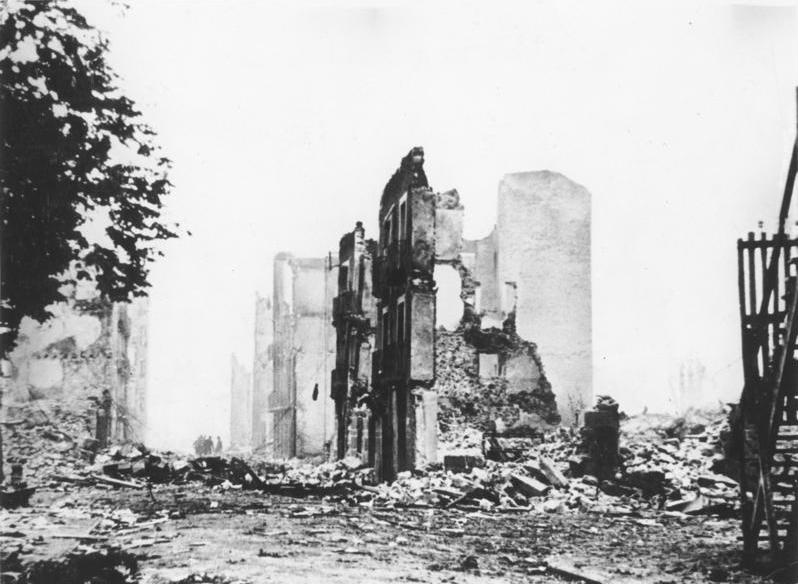
As ruínas de Guernica, Espanha, após os bombardeios.

A Alemanha e a Itália deram apoio à insurreição nacionalista liderada pelo general Francisco Franco na Espanha. A União Soviética apoiou o governo existente, a República Espanhola, que apresentava tendências esquerdistas. Ambos os lados usaram a guerra como uma oportunidade para testar armas e táticas melhores. O bombardeio de Guernica, uma cidade que tinha entre 5 000 e 7 000 habitantes, foi considerado um ataque terrível, na época, e usado como uma propaganda amplamente difundida no Ocidente, levando a acusações de "atentado terrorista" e de que 1 654 pessoas tinham morrido no bombardeio. Na realidade, o ataque foi uma operação tática contra uma cidade com importantes comunicações militares próximas à linha de frente e as estimativas modernas não rendem mais de 300-–400 mortos no fim do ataque.

### Invasão japonesa da China (1937)

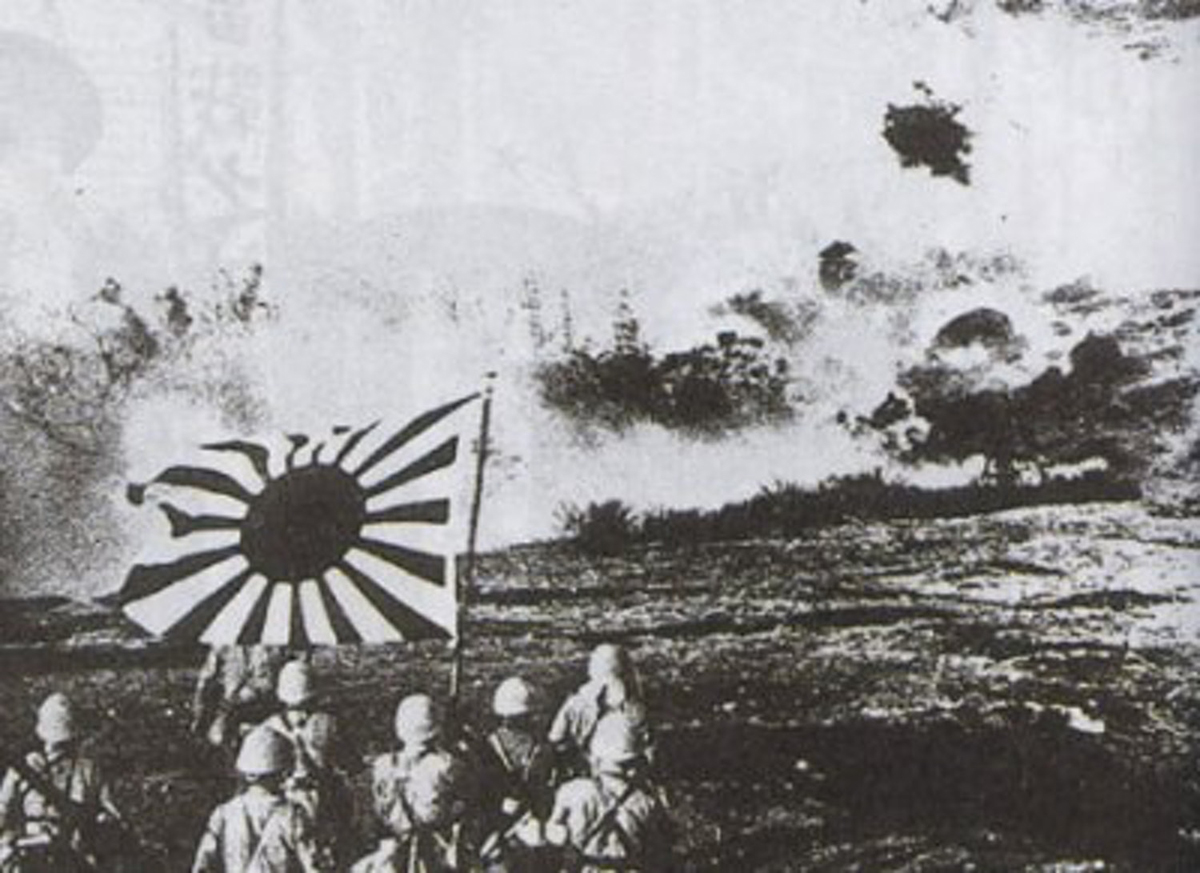
Forças japonesas durante a Batalha de Cantão.

Em julho de 1937, o Japão ocupou Pequim, a antiga capital imperial chinesa, depois de instigar o incidente da Ponte Marco Polo, que culminou com a campanha japonesa para invadir toda a China. Os soviéticos rapidamente assinaram um pacto de não agressão com a China para emprestar material de suporte, acabando com cooperação prévia da China com a Alemanha (ver: Cooperação Sino-Germânica de 1911 a 1941). O Generalíssimo Chiang Kai-shek usou o seu melhor exército para defender Xangai, mas depois de três meses de luta, a cidade caiu. Os japoneses continuaram a empurrar as forças chinesas para trás, capturando a capital, Nanquim, em dezembro de 1937 e cometendo o chamado "Massacre de Nanquim".
Em junho de 1938, as forças chinesas paralisaram o avanço japonês através da criação de enchentes no rio Amarelo; esta manobra comprou tempo para os chineses prepararem as suas defesas em Wuhan, mas a cidade foi tomada em outubro. As vitórias militares japonesas não provocaram o colapso da resistência chinesa que o Japão tinha a esperança de alcançar, em vez disso o governo chinês se mudou do interior para Chongqing e continuou a guerra.

### Invasão japonesa da União Soviética e Mongólia (1938–1939)

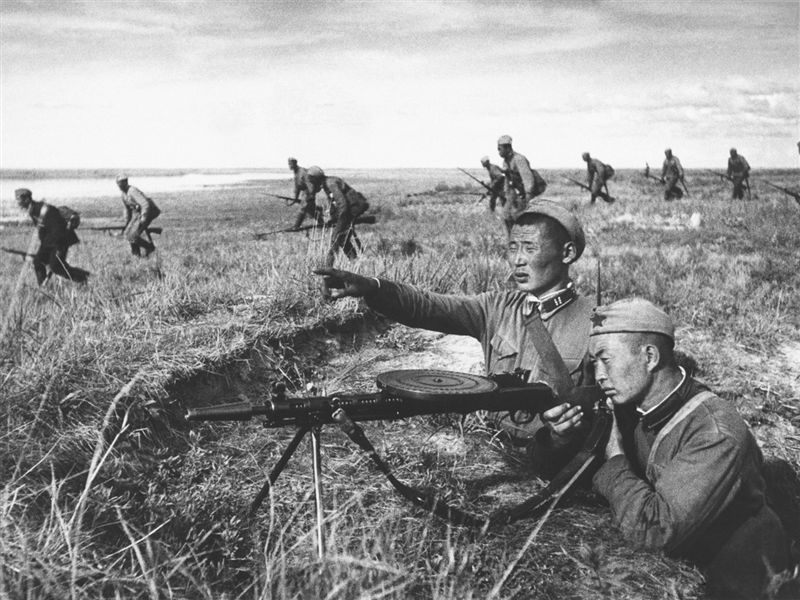
Tropas mongóis lutam contra o contra-ataque japonês na praia ocidental do rio Khalkhin Gol, 1939.

Em 29 de julho de 1938, os japoneses invadiram a União Soviética e foram combatidos na Batalha do Lago Khasan. Apesar da vitória soviética, os japoneses consideraram-na um empate inconclusivo e em 11 de maio de 1939 decidiram mudar a fronteira japonesa mongol até o rio Khalkhin Gol pela força. Após sucessos iniciais do ataque japonês à Mongólia, o Exército Vermelho infligiu a primeira derrota importante do Exército de Guangdong.
A vitória soviético-mongol nas batalhas de Khalkhin Gol levou a uma crise de governo convencendo algumas partes do governo japonês de que deveriam se concentrar em se conciliar com o governo soviético para evitar interferências na guerra contra a China e, ao invés de voltarem sua atenção militar para o sul, mudarem seu foco para os territórios dos Estados Unidos e da Europa no Pacífico, e também impediram a demissão de experientes líderes militares soviéticos, como Gueorgui Júkov, que mais tarde iria desempenhar um papel vital na defesa de Moscou (ver: Batalha de Moscou). Em 13 de abril de 1941, o Pacto de Não-Agressão Nipônico-Soviético foi assinado.

### Ocupações e acordos na Europa

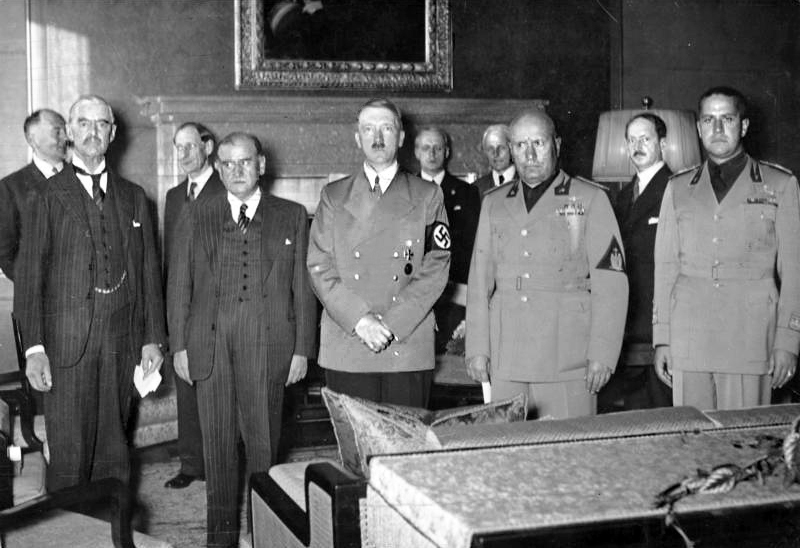
Da esquerda para a direita (frente): Chamberlain, Daladier, Hitler, Mussolini e Ciano fotografados antes da assinatura do Acordo de Munique.

Na Europa, a Alemanha e a Itália foram se tornando mais ousadas. Em março de 1938, a Alemanha anexou a Áustria, novamente provocando poucas reações de outras potências europeias. Incentivado, Hitler começou pressionando reivindicações alemãs na região dos Sudetos, uma área da Checoslováquia com uma população predominantemente de etnia alemã e logo a França e o Reino Unido concederam este território para a Alemanha no Acordo de Munique, que foi feito contra a vontade do governo da Checoslováquia, em troca de uma promessa de fim de mais exigências territoriais por parte dos alemães.

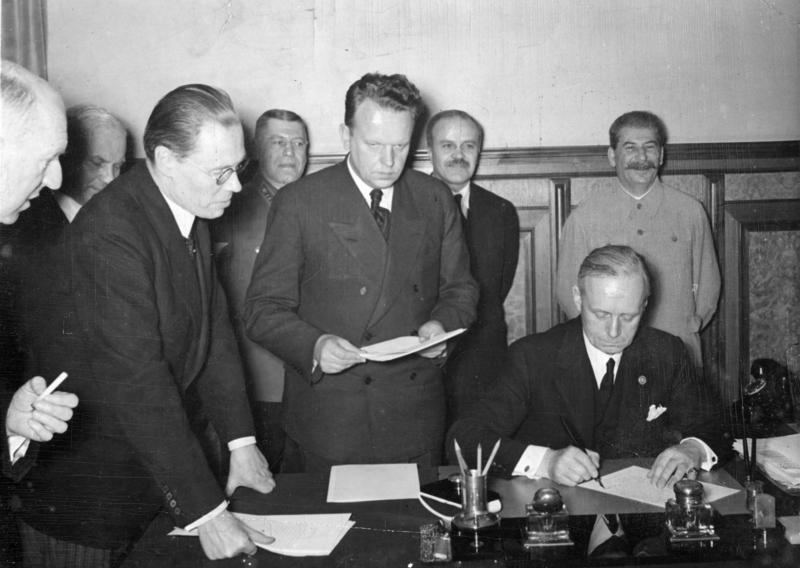
Ribbentrop, o ministro alemão das relações exteriores, assina o pacto de não agressão nazi-soviético; logo atrás está Molotov e o líder soviético Josef Stálin (1939).

Logo depois, no entanto, a Alemanha e a Itália forçaram a Checoslováquia a ceder territórios adicionais à Hungria e Polônia. Em março de 1939, a Alemanha invadiu o restante da Checoslováquia e, posteriormente, dividiu-a no Protectorado de Boêmia e Morávia e em um Estado fantoche pró-alemão, a República Eslovaca.
Espantados e com Hitler a fazer exigências adicionais sobre Danzig (Crise de Danzig), França e Reino Unido garantiram seu apoio à independência polonesa; quando a Itália conquistou a Albânia em abril de 1939, a mesma garantia foi estendida à Romênia e Grécia. Logo após a promessa franco-britânica para a Polônia, Alemanha e Itália formalizaram a sua própria aliança, o Pacto de Aço.
Em agosto de 1939, a Alemanha e a União Soviética assinaram o Pacto Molotov-Ribbentrop, um tratado de não agressão com um protocolo secreto (ver: Negociações sobre a adesão da União Soviética ao Eixo). As partes do acordo deram direitos uns aos outros, "no caso de um rearranjo territorial e político", "esferas de influência" (oeste da Polônia e da Lituânia para a Alemanha e leste da Polônia, Finlândia, Estônia, Letônia e Bessarábia para a URSS). O tratado também levantou a questão de a Polônia continuar a ser independente.

## A guerra

### Início da guerra na Europa (1939)

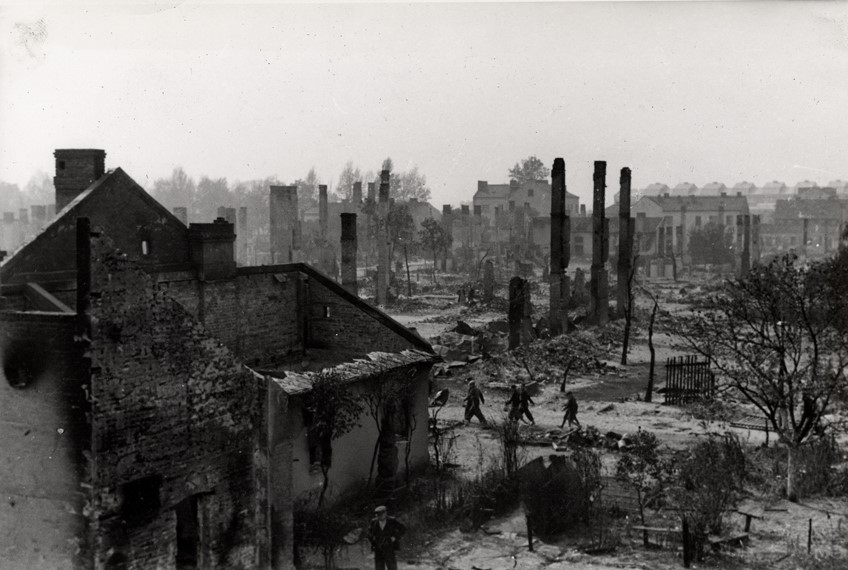
Varsóvia em ruínas após o intenso bombardeio promovido pela Luftwaffe alemã durante a invasão da Polônia.

Em 1 de setembro de 1939, Alemanha e Eslováquia (que na época era um Estado fantoche alemão) atacaram a Polônia. Em 3 de setembro, França e Reino Unido, seguido totalmente por todos os seus domínios independentes da Comunidade Britânica — Austrália, Canadá, Nova Zelândia e África do Sul — declararam guerra à Alemanha, mas proveram pouco apoio à Polônia, exceto por um pequeno ataque francês no Sarre. Reino Unido e França também iniciaram um bloqueio naval à Alemanha em 3 de setembro, que tinha como objetivo danificar a economia do país e seu esforço de guerra.
Em 17 de setembro, após a assinatura do Pacto Molotov-Ribbentrop, os soviéticos também invadiram a Polônia. O território polonês foi então dividido entre a Alemanha e a União Soviética, além da Lituânia e da Eslováquia também terem recebido pequenas partes (ver: Ocupação da Polónia (1939–1945)). Os poloneses não se renderam, estabeleceram o Estado Secreto Polaco e uma sede subterrânea para o seu exército, além de continuarem a lutar junto com os Aliados em todas as frentes de batalha fora de seu país.
Cerca de 100 000 militares poloneses foram evacuados para a Romênia e países bálticos, muitos destes soldados lutaram mais tarde contra os alemães em outras frentes da guerra. Decifradores poloneses de enigmas também foram evacuados para a França. Durante este tempo, o Japão lançou o seu primeiro ataque contra Changsha, uma cidade chinesa importante e estratégica, mas as forças japonesas foram repelidas no final de setembro.

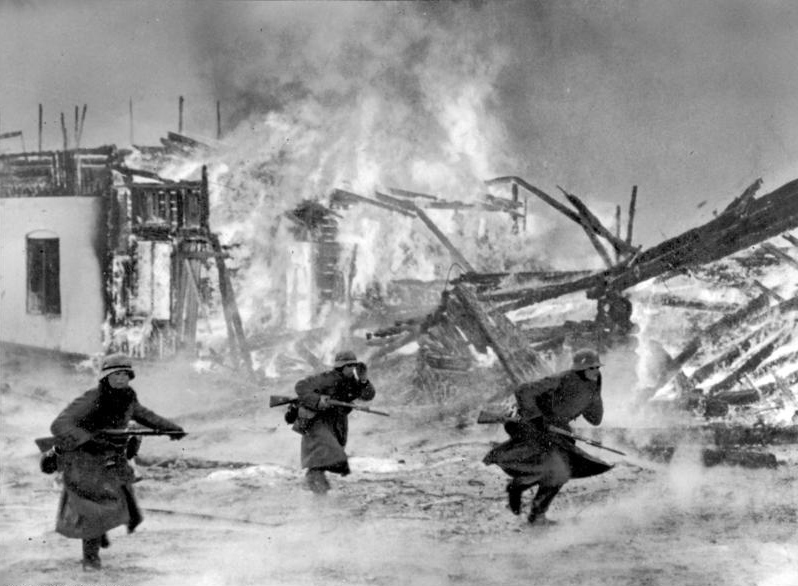
Infantaria da Wehrmacht alemã avançando em meio a vilas norueguesas em chamas durante a Campanha da Noruega, em abril de 1940.

Após a invasão da Polônia e de um tratado germano-soviético sobre controle da Lituânia, a União Soviética forçou os países bálticos a permitir a permanência de tropas soviéticas nos seus territórios sob pactos de "assistência mútua". A Finlândia rejeitou as demandas territoriais e foi invadida pela União Soviética em novembro de 1939. O conflito resultante terminou em março de 1940 com concessões finlandesas. França e Reino Unido, ao considerarem o ataque soviético sobre a Finlândia como o equivalente a entrar na guerra no lado dos alemães, reagiram à invasão soviética, apoiando a expulsão da URSS da Liga das Nações.
Na Europa Ocidental, as tropas britânicas chegaram ao continente, mas em uma fase apelidada de "Phoney War" (Guerra de Mentira) pelos britânicos e de "Sitzkrieg" (Guerra Sentada) pelos alemães, nenhum dos lados lançou grandes operações contra o outro, até abril de 1940. A União Soviética e a Alemanha entraram em um acordo comercial em fevereiro de 1940, nos termos do qual os soviéticos receberam equipamento militar e industrial alemão, em troca de fornecimento de matérias-primas para a Alemanha para ajudar a contornar o bloqueio aliado.
Em abril de 1940, a Alemanha invadiu a Dinamarca e a Noruega para garantir embarques de minério de ferro da Suécia, que os Aliados estavam prestes a romper. A Dinamarca imediatamente rendeu-se e apesar do apoio dos Aliados, a Noruega foi conquistada dentro de dois meses. Em maio de 1940, o Reino Unido invadiu a Islândia para antecipar uma possível invasão alemã da ilha. O descontentamento britânico sobre a Campanha da Noruega levou à substituição do primeiro-ministro Neville Chamberlain por Winston Churchill, em 10 de maio de 1940.

### Avanços do Eixo (1940)

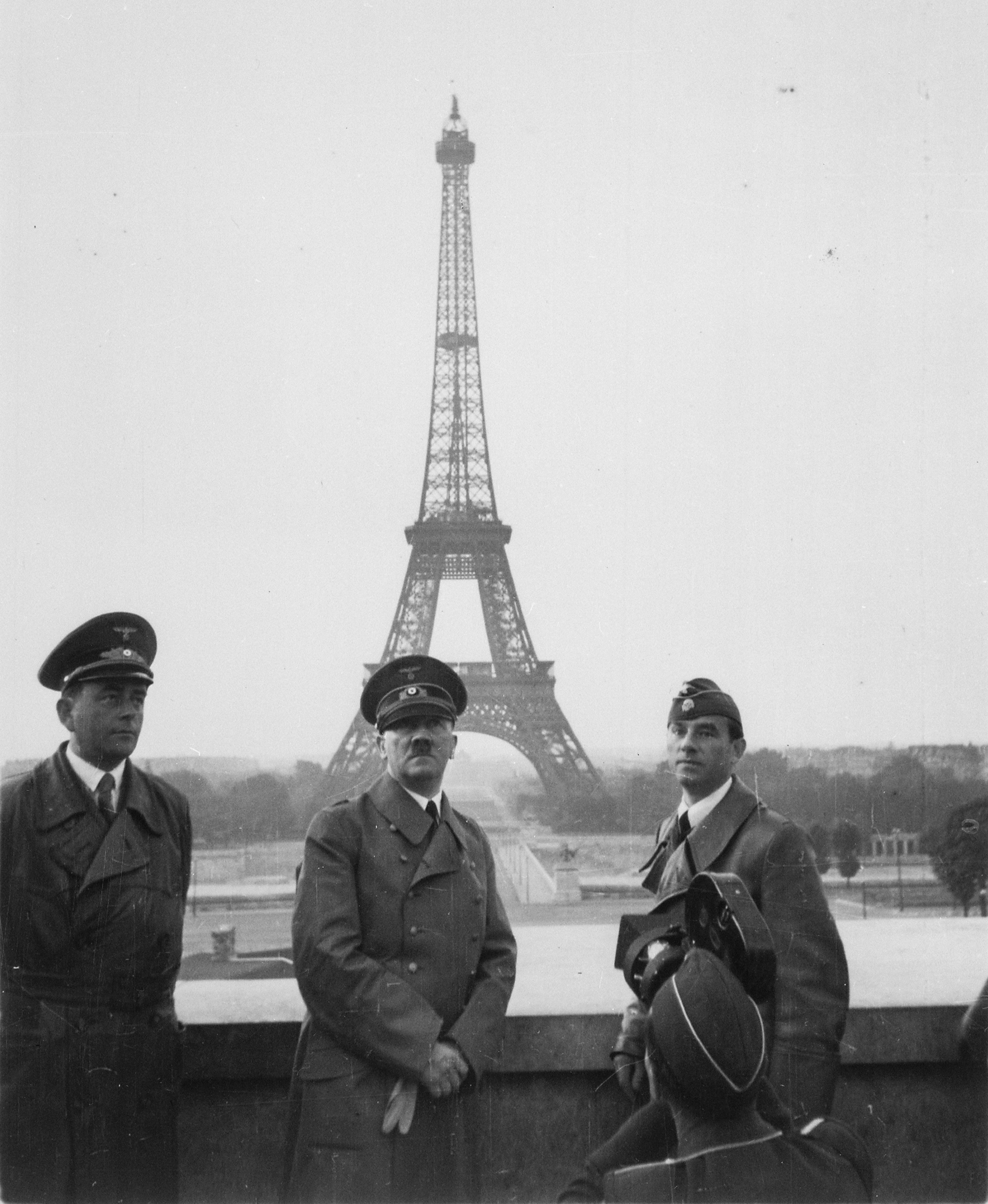
Hitler em Paris com o arquiteto Albert Speer (esquerda) e o escultor Arno Breker (direita), em 23 de junho de 1940, após o fim da Batalha da França.

A Alemanha invadiu a França, Bélgica, Países Baixos e Luxemburgo em 10 de maio de 1940. Os Países Baixos e a Bélgica foram invadidos através de táticas de blitzkrieg em poucos dias e semanas, respectivamente. A linha fortificada francesa conhecida como Linha Maginot e as forças aliadas na Bélgica foram contornadas por um movimento de flanco através da região densamente arborizada das Ardenas, considerada erroneamente pelos planejadores franceses como uma barreira natural impenetrável contra veículos blindados.
As tropas britânicas foram forçadas a evacuar do continente em Dunquerque, abandonando o seu equipamento pesado no início de junho. Em 10 de junho, a Itália invadiu a França, declarando guerra ao governo francês e ao Reino Unido; 12 dias depois, os franceses se renderam e o território de seu país foi logo dividido em zonas de ocupação alemãs e italianas, além da criação de um Estado fantoche colaboracionista alemão desocupado chamado França de Vichy. Em 3 de julho, os britânicos atacaram a frota francesa na Argélia para evitar a sua eventual tomada pela Alemanha.
Em junho, durante os últimos dias da Batalha da França, a União Soviética anexa à força Estônia, Letônia e Lituânia e, em seguida, conquista a disputada região romena da Bessarábia. Enquanto isso, a aproximação política e a cooperação econômica nazi-soviética gradualmente se paralisa e ambos os Estados começam os preparativos para a guerra.
Com a França neutralizada, a Alemanha começou uma campanha de supremacia aérea sobre o Reino Unido (a Batalha da Grã-Bretanha) para se preparar para uma invasão. A campanha fracassou e os planos de invasão foram cancelados até setembro. Usando os portos franceses recém-capturados, a Kriegsmarine (marinha alemã) obteve sucesso contra a melhor preparada Marinha Real, usando U-Boots contra os navios britânicos no Atlântico. A Itália começou a operar no Mediterrâneo, com o início do cerco de Malta em junho, a conquista da Somalilândia Britânica em agosto e em uma incursão no Egito, que então era administrado pelos britânicos, em setembro de 1940. O Japão aumentou o bloqueio contra a China em setembro, ao capturar várias bases no norte da agora isolada Indochina Francesa.

Durante todo esse período, o neutro Estados Unidos tomou medidas para ajudar a China e os Aliados Ocidentais. Em novembro de 1939, a Lei de Neutralidade norte-americana foi alterada para permitir compras do chamado "cash and carry" (dinheiro e transporte) por parte dos Aliados. Em 1940, após a captura alemã de Paris, o tamanho da Marinha Americana aumentou significativamente e, depois da incursão japonesa na Indochina, o país embargou ferro, aço e peças mecânicas contra o Japão. Em setembro, os Estados Unidos concordaram ainda em comerciar destróieres estadunidenses para bases britânicas. Ainda assim, a grande maioria do público norte-americano continuou a se opor a qualquer intervenção militar direta no conflito em 1941.
No final de setembro de 1940, o Pacto Tripartite unia o Império do Japão, a Itália fascista e a Alemanha nazista para formalizar as Potências do Eixo. Esse pacto estipulou que qualquer país, com exceção da União Soviética, que atacasse qualquer uma das Potências do Eixo seria forçado a ir para a guerra contra os três em conjunto. Durante este período, os Estados Unidos continuaram a apoiar o Reino Unido e a China, introduzindo a política de Lend-Lease que autorizava o fornecimento de material e outros itens aos Aliados e criava uma zona de segurança que abrangia cerca de metade do Oceano Atlântico, onde a Marinha Americana protegia os comboios britânicos. Como resultado, a Alemanha e os Estados Unidos viram-se envolvidos em uma sustentada guerra naval no Atlântico Norte e Central em outubro de 1941, apesar de os Estados Unidos terem se mantido oficialmente neutros.
O Eixo expandiu-se em novembro de 1940, quando a Hungria, a Eslováquia e a Romênia aderiram ao Pacto Tripartite. A Romênia faria uma grande contribuição para a guerra do Eixo contra a URSS, parcialmente ao recapturar o território cedido à URSS e em parte para prosseguir com o desejo de seu líder, Ion Antonescu, de combater o comunismo. Em outubro de 1940, a Itália invadiu a Grécia, mas em poucos dias foi repelida e foi forçada de volta para a Albânia, onde um impasse logo ocorreu. Em dezembro de 1940, as forças britânicas da Commonwealth começaram contraofensivas contra as forças italianas no Egito e na África Oriental Italiana. No início de 1941, depois que as forças italianas terem sido afastadas de volta para a Líbia pela Commonwealth, Churchill ordenou uma expedição de tropas na África para reforçar os gregos. A Marinha Real Italiana também sofreu derrotas significativas, quando a Marinha Real colocou três de seus navios de guerra fora de ação depois de um ataque em Tarento e quando vários outros de seus navios de guerra foram neutralizados na Batalha do Cabo Matapão.

Conquistas alemãs e outras do Eixo (em azul) na Europa, durante a Segunda Guerra Mundial.

Os alemães logo intervieram para ajudar a Itália. Hitler enviou forças alemãs para a Líbia em fevereiro e até o final de março eles lançaram uma ofensiva contra as enfraquecidas forças da Commonwealth. Em menos de um mês, as forças da Commonwealth foram empurradas de volta para o Egito com exceção do sitiado porto de Tobruk. A Comunidade Britânica tentou desalojar as forças do Eixo em maio e novamente em junho, mas falhou em ambas as ocasiões. No início de abril, após a assinatura da Bulgária do Pacto Tripartite, os alemães fizeram uma intervenção nos Balcãs ao invadir a Grécia e a Iugoslávia na sequência de um golpe; nesse episódio os alemães também fizeram um rápido progresso e acabaram forçando os Aliados a evacuar depois que a Alemanha conquistou a ilha grega de Creta, no final de maio.
Os Aliados tiveram alguns sucessos durante este tempo. No Oriente Médio, as forças da Commonwealth primeiro anularam um golpe de Estado no Iraque, que tinha sido apoiado por aviões alemães a partir de bases dentro da Síria controlada pela França de Vichy, então, com a ajuda da França Livre, invadiram a Síria e o Líbano para evitar mais ocorrências. No Atlântico, os britânicos conquistaram um impulso moral público muito necessário ao afundar o emblemático couraçado alemão Bismarck. Talvez ainda mais importante foi a bem-sucedida resistência da Força Aérea Real, durante a Batalha da Grã-Bretanha, aos ataques da Luftwaffe alemã, sendo que a campanha de bombardeio alemã em grande parte acabou em maio de 1941.
Na Ásia, apesar de várias ofensivas de ambos os lados, a guerra entre a China e o Japão foi paralisada em 1940. Com o objetivo de aumentar a pressão sobre a China ao bloquear rotas de abastecimento e para as forças japonesas terem uma melhor posição em caso de uma guerra com as potências ocidentais, o Japão tomou o controle militar do sul da Indochina. Em agosto daquele ano, os comunistas chineses lançaram um ofensiva na China Central; em retaliação, o Japão instituiu medidas duras (a Política dos Três Tudos) em áreas ocupadas para reduzir os recursos humanos e materiais dos comunistas. A contínua antipatia entre as forças comunistas e nacionalistas chinesas culminaram em confrontos armados em janeiro de 1941, efetivamente terminando com a cooperação entre os dois grupos.
Com a situação na Europa e na Ásia relativamente estável, a Alemanha, o Japão e a União Soviética fizeram preparativos. Com os soviéticos desconfiados das crescentes tensões com a Alemanha e o planejamento japonês para tirar proveito da guerra na Europa, aproveitando as possessões europeias ricas em recursos no sudeste da Ásia, as duas potências assinaram o pacto de neutralidade nipônico-soviético, em abril de 1941. Em contraste, os alemães estavam constantemente fazendo preparativos para um ataque à URSS, com as suas forças se acumulando na fronteira soviética.

### A guerra se torna global (1941)

Alianças durante a Segunda Guerra Mundial (1939–1945).
Aliados ocidentais (países independentes)
Aliados ocidentais (colônias ou ocupações)
União Soviética
Eixo (países)
Eixo (colônias ou ocupações, incluindo a França de Vichy)
Países neutros

Em 22 de junho de 1941, a Alemanha, juntamente com outros membros europeus do Eixo e a Finlândia, invadiu a União Soviética na chamada Operação Barbarossa. Os principais alvos dessa ofensiva surpresa foram a região do Mar Báltico, Moscou e Ucrânia, com o objetivo final de acabar com a campanha de 1941 perto da linha de Arkhangelsk-Astrakhan (linha A-A), que ligava os mares Cáspio e Branco. O objetivo de Hitler era eliminar a União Soviética como uma potência militar, exterminar o comunismo, gerar o Lebensraum ("espaço vital") através da remoção da população nativa e garantir o acesso aos recursos estratégicos necessários para derrotar os rivais restantes da Alemanha.
Embora o Exército Vermelho estivesse se preparando para contraofensivas estratégicas antes da guerra, a Barbarossa forçou o comando supremo soviético a adotar uma defesa estratégica. Durante o verão, o Eixo conquistou partes significativas do território soviético, causando imensos prejuízos, tanto material quanto em vidas. Nos primeiros meses do ataque alemão, dezenas de comandantes soviéticos, principalmente o general Dmitry Pavlov, tornaram-se bodes expiatórios dos fracassos. Pavlov seria preso e executado. Em meados de agosto, no entanto, o Alto Comando do Exército alemão decidiu suspender a ofensiva de um já consideravelmente empobrecido Grupo de Exércitos Centro e desviar o 2.º Exército Panzer para reforçar as tropas que avançavam em direção à região central da Ucrânia e à Leningrado. A ofensiva de Kiev teve um sucesso esmagador, resultando no cerco e na eliminação de quatro exércitos soviéticos, além de tornar possível o avanço na Crimeia e no industrialmente desenvolvido leste da Ucrânia (Primeira Batalha de Carcóvia).
O desvio de três quartos das tropas do Eixo e da maioria de suas forças aéreas da França e do Mediterrâneo central para a Frente Oriental levou o Reino Unido a reconsiderar a sua grande estratégia. Em julho, o Reino Unido e a União Soviética formaram uma aliança militar contra a Alemanha. Os britânicos e os soviéticos invadiram o Irã para garantir o Corredor Persa e os campos de petróleo iranianos. Em agosto, o Reino Unido e os Estados Unidos emitiram em conjunto a Carta do Atlântico.
Em outubro, quando os objetivos operacionais do Eixo na Ucrânia e na região do Báltico foram alcançados, sendo que apenas os cercos de Leningrado e Sebastopol ainda continuavam, uma grande ofensiva contra Moscou havia sido renovada. Após dois meses de intensos combates, o exército alemão quase atingiu os subúrbios da capital soviética, onde as tropas esgotadas foram forçadas a suspender sua ofensiva. Grandes ganhos territoriais foram conquistados pelas forças do Eixo, mas sua campanha não tinha atingido os seus objetivos principais: duas cidades importantes permaneceram nas mãos da URSS, a capacidade de resistência dos soviéticos não foi eliminada e a União Soviética manteve uma parte considerável do seu potencial militar. A fase blitzkrieg da guerra na Europa havia terminado.

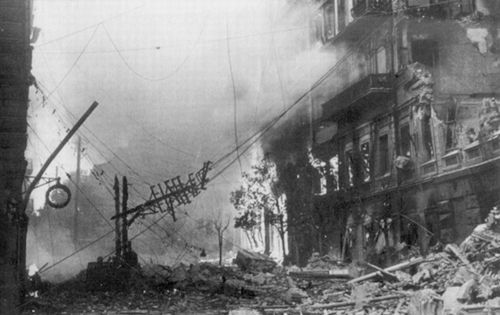
Khreshchatyk, a principal rua de Kiev, após os bombardeios alemães em 1941.

No início de dezembro, as reservas recém-mobilizadas permitiram aos soviéticos atingir a equivalência numérica com as tropas do Eixo. Isto, assim como dados de inteligência que estabeleceram um número mínimo de tropas soviéticas no Oriente suficiente para impedir qualquer ataque pelo Exército de Guangdong japonês, permitiu aos soviéticos começar uma grande contraofensiva que teve seu início em 5 de dezembro em 1 000 quilômetros da Frente Oriental e que empurrou as tropas alemãs de 100 a 250 quilômetros para o oeste.
O sucesso alemão na Europa incentivou o Japão a aumentar a pressão sobre os governos europeus no sudeste asiático. O governo holandês concordou em fornecer suprimentos de petróleo ao Japão a partir das Índias Orientais Holandesas, recusando-se a entregar o controle político das suas colônias. A França de Vichy, por outro lado, concordou com a ocupação japonesa da Indochina Francesa. Em julho de 1941, os Estados Unidos, o Reino Unido e outros governos ocidentais reagiram à invasão da Indochina com um congelamento de bens japoneses, enquanto os Estados Unidos (que forneciam 80% do petróleo do Japão) respondeu aplicando um embargo de petróleo completo ao país. Isso significava que o Japão foi forçado a escolher entre abandonar as suas ambições na Ásia e o prosseguimento da guerra contra a China ou perder os recursos naturais que precisava; os militares japoneses não consideravam a primeira opção e muitos oficiais consideraram o embargo do petróleo como uma declaração tácita de guerra.
O Império Japonês planejava aproveitar rapidamente as colônias europeias na Ásia para criar um perímetro defensivo por todo o Pacífico Central; os japoneses, então, seriam livres para explorar os recursos do Sudeste Asiático, enquanto esgotariam os já sobrecarregados Aliados lutando uma guerra defensiva. Para evitar uma intervenção americana nesse perímetro de segurança, foi planejada a neutralização da Frota do Pacífico dos Estados Unidos. Em 7 de dezembro (8 de dezembro nos fusos horários asiáticos) de 1941, o Império do Japão atacou os domínios britânicos e norte-americanos com ofensivas quase simultâneas contra o sudeste da Ásia e o Pacífico Central. Estas incluíram um ataque contra a frota americana em Pearl Harbor, os desembarques na Tailândia e Malásia e a batalha de Hong Kong.

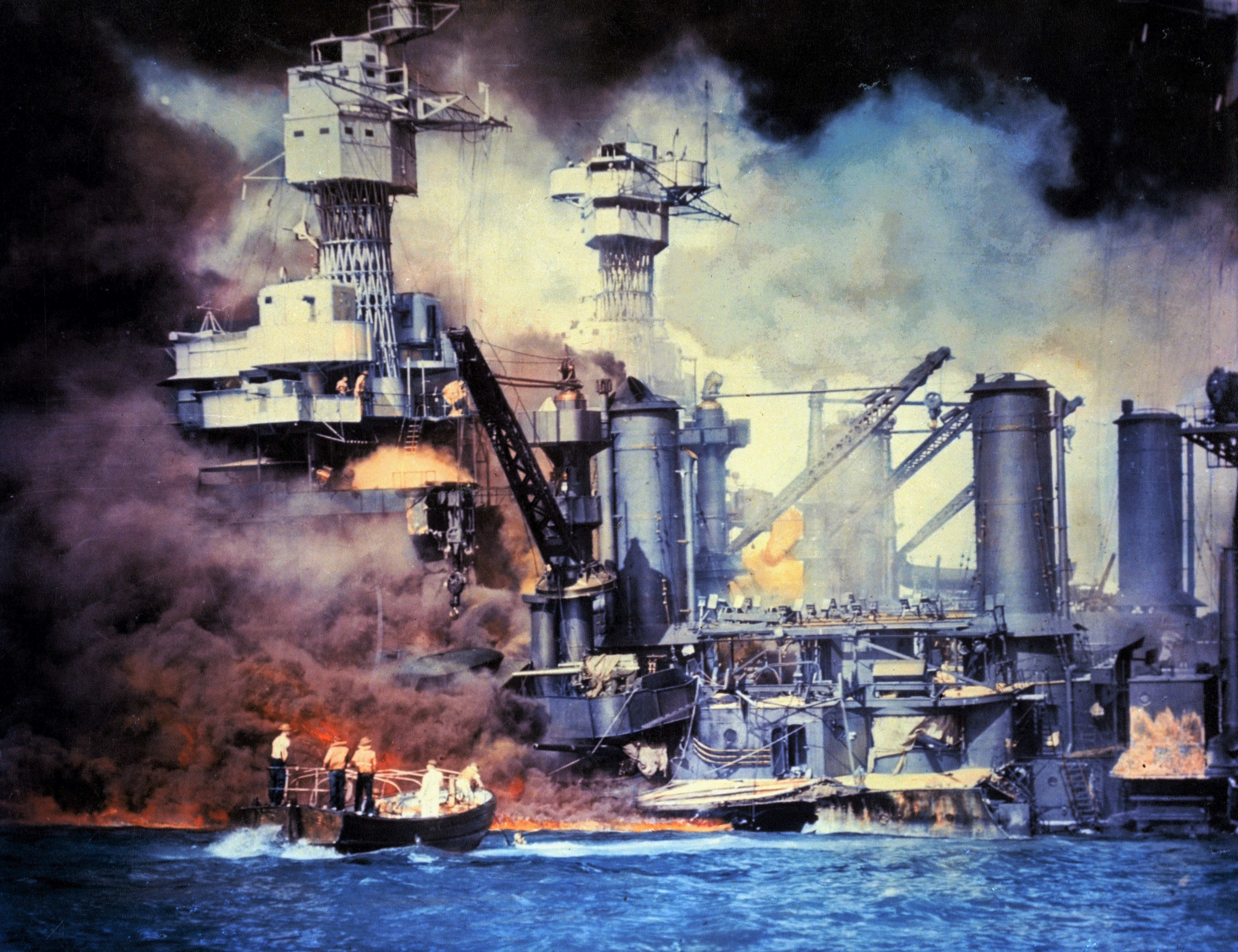
O encouraçado USS West Virginia (BB-48) em chamas após ser atingido por um bombardeio japonês durante o Ataque a Pearl Harbor.

Estes ataques levaram os Estados Unidos, o Reino Unido, a China, a Austrália e vários outros países a emitir uma declaração de guerra formal contra o Japão (ver: Teatro de Operações do Pacífico). Enquanto a União Soviética, que estava fortemente envolvida com as grandes hostilidades dos países europeus do Eixo, preferiu manter um acordo de neutralidade com os japoneses. A Alemanha e as outras Potências do Eixo responderam ao declarar guerra aos Estados Unidos. Em janeiro, Quatro Grandes (Estados Unidos, Reino Unido, União Soviética, China) e outros 22 governos menores ou exilados emitiram a Declaração das Nações Unidas, ratificando assim a Carta do Atlântico e tendo a obrigação de não assinar a paz em separado com qualquer uma das Potências do Eixo. Em 1941, Stalin pediu persistentemente a Churchill e Roosevelt para abrir uma "segunda frente" de batalha na França. A Frente Oriental tornou-se o grande teatro da guerra na Europa e os muitos milhões de vítimas soviéticas minimizaram as poucas centenas de milhares de mortes de Aliados ocidentais; Churchill e Roosevelt disseram que precisavam de mais tempo de preparação, o que levou a reclamações de que eles paralisaram-se para salvar vidas ocidentais às custas de vidas soviéticas.
Enquanto isso, até o final de abril de 1942, o Japão e seu aliado, a Tailândia, quase conquistaram totalmente Birmânia, Malásia, Índias Orientais Holandesas, Singapura e Rabaul, causando fortes perdas para as tropas dos Aliados e conquistando um grande número de prisioneiros. Apesar da resistência persistente em Corregidor, as Filipinas foram capturadas em maio de 1942, forçando o governo da Commonwealth das Filipinas ao exílio. As forças japonesas também alcançaram vitórias navais no Mar da China Meridional, Mar de Java e no Oceano Índico, além de bombardearem a base naval aliada de Darwin, na Austrália. O único sucesso real dos Aliados contra o Japão foi uma vitória chinesa em Changsha, no início de janeiro de 1942. Estas vitórias fáceis sobre adversários despreparados deixaram o Japão confiante, além de sobrecarregado.
A Alemanha também manteve a iniciativa. Explorando as duvidosas decisões do comando naval americano, a Marinha Alemã devastou navios dos Aliados ao longo da costa americana do Atlântico (ver: Ataques na América durante a Segunda Guerra Mundial). Apesar de perdas consideráveis, os membros europeus do Eixo pararam a grande ofensiva contra os soviéticos na Europa Central e no sul da Rússia, mantendo os ganhos territoriais que haviam alcançados durante o ano anterior. No norte da África, os alemães lançaram uma ofensiva em janeiro, empurrando os britânicos de volta às posições na Linha de Gazala no início de fevereiro, o que foi seguido por uma calmaria temporária nos combates que a Alemanha usou para preparar as suas próximas ofensivas militares.

### Paralisação dos avanços do Eixo (1942)

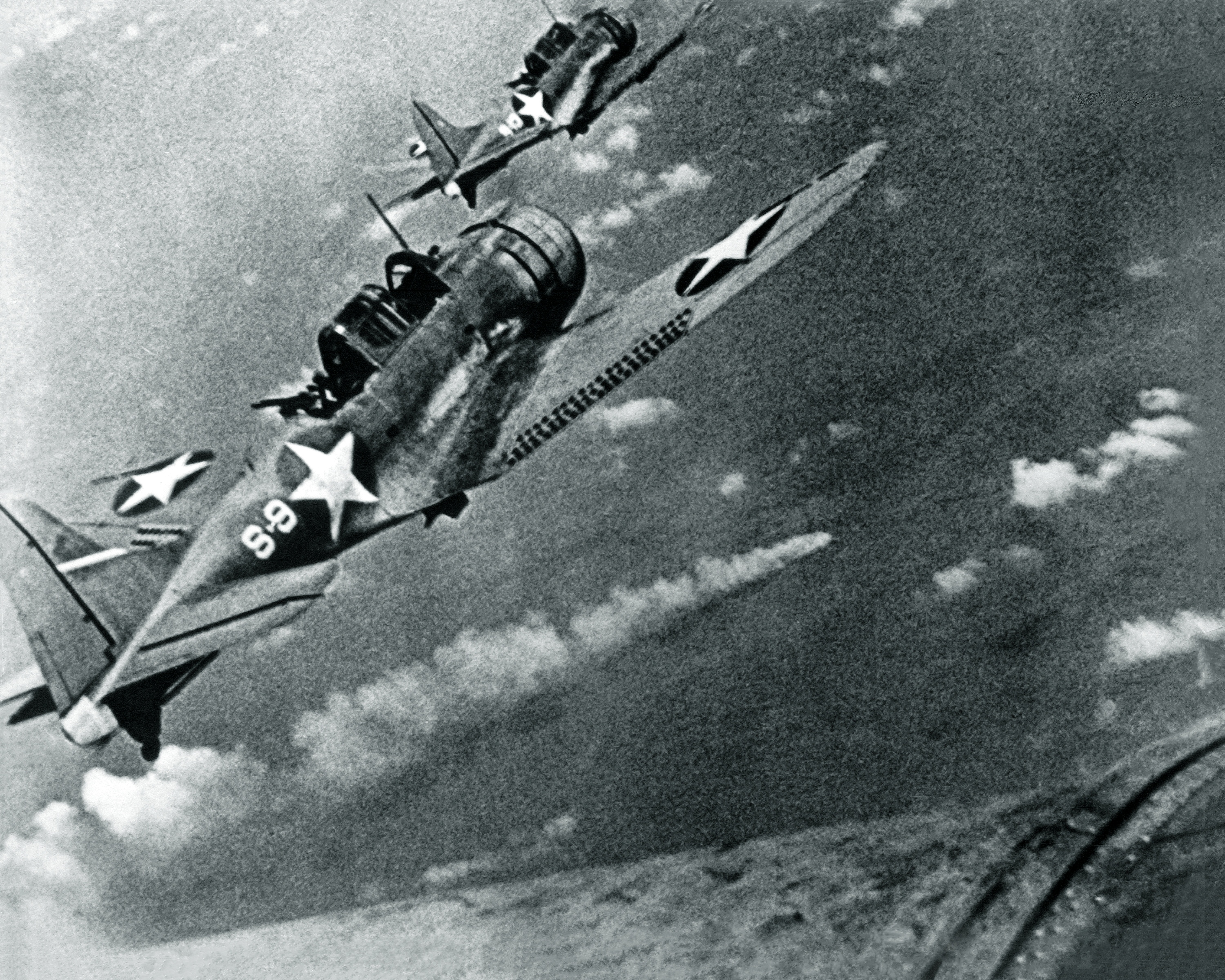
Bombardeios de mergulho americanos SBD Dauntless atacam o cruzador japonês Mikuma durante a Batalha de Midway, em junho de 1942.

No início de maio de 1942, o Japão iniciou as operações para capturar Port Moresby através de desembarques militares e, assim, cortar as comunicações e linhas de abastecimento entre os Estados Unidos e a Austrália. Os Aliados, no entanto, impediram a invasão ao interceptar e derrotar as forças navais japonesas na Batalha do Mar de Coral. O próximo plano do Japão, motivado pelo Ataque Doolittle, era conquistar o Atol Midway e atrair companhias norte-americanas para a batalha para serem eliminadas; como uma distração, o governo japonês também enviou forças para ocupar as Ilhas Aleutas, no Alasca. No início de junho, o Império Japonês colocou suas operações em ação, mas os norte-americanos, por terem decifrado os códigos navais japoneses no final de maio, estavam plenamente conscientes desses planos e disposições de força e usaram esse conhecimento para alcançar uma vitória decisiva em Midway sobre a Marinha Imperial Japonesa.
Com a sua capacidade de ação agressiva consideravelmente diminuída após a Batalha de Midway, o Japão optou por se concentrar em uma tentativa tardia de capturar Port Moresby por uma campanha terrestre no Território de Papua. Os americanos planejaram um contra-ataque contra as posições japonesas no sul das Ilhas Salomão, principalmente em Guadalcanal, como um primeiro passo para a captura de Rabaul, a principal base japonesa no Sudeste Asiático.
Ambos os planos começaram em julho, mas em meados de setembro, a Batalha de Guadalcanal teve prioridade para os japoneses e as tropas da Nova Guiné foram obrigadas a retirar-se da área de Port Moresby para a parte norte da ilha, onde enfrentaram tropas australianas e norte-americanas na Batalha de Buna-Gona. Guadalcanal logo tornou-se um ponto focal para ambos os lados, com o comparecimento pesado de tropas e navios nessa batalha. Até o início de 1943, os japoneses iriam ser derrotados na ilha e retirariam suas tropas. Na Birmânia, as forças da Commonwealth montavam duas operações. A primeira, uma ofensiva na região de Arakan no final de 1942, foi desastrosa, forçando um recuo de volta à Índia em maio de 1943. A segunda foi a inserção de forças irregulares por trás das linhas japonesas em fevereiro, o que, até o final de abril, tinha conseguido resultados ainda duvidosos.

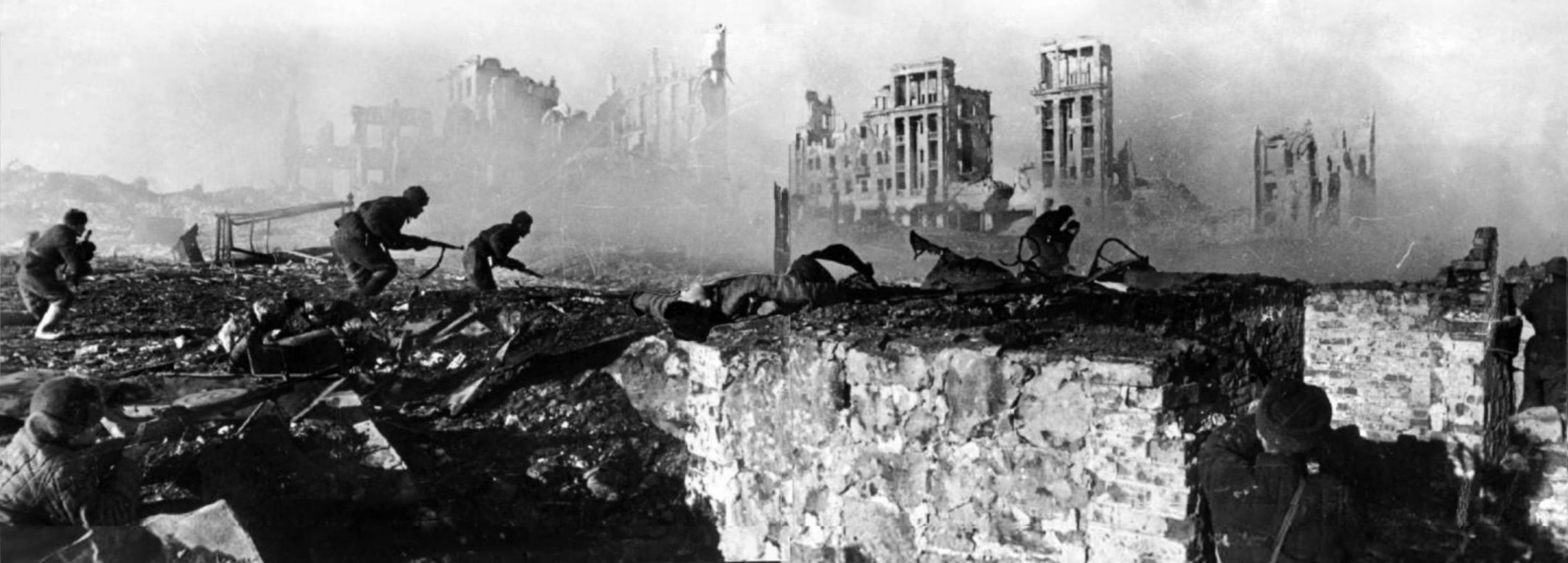
Soldados soviéticos atacam uma casa durante a Batalha de Stalingrado, em 1943.

Na Frente Oriental da Alemanha, o Eixo derrotou ofensivas soviéticas na Península Kerch e em Kharkov, e, em seguida, lançou sua ofensiva principal contra o sul da Rússia em junho de 1942, para aproveitar os campos de petróleo do Cáucaso e ocupar as estepes de Kuban, mantendo posições sobre as áreas norte e central da Frente. Os alemães dividiram o Grupo de Exércitos Sul em dois: o Grupo de Exércitos A na parte inferior do rio Don e o Grupo de Exércitos B no sudeste do Cáucaso, no rio Volga. Os soviéticos decidiram fazer sua plataforma de combate em Stalingrado, que estava no caminho dos exércitos alemães que avançavam.
Em meados de novembro, os alemães tinham quase conquistado Stalingrado em severos combates de rua quando os soviéticos começaram a segunda contraofensiva de inverno, com o início de um cerco às forças nazistas na cidade e um assalto à saliente Rzhev, perto de Moscou, embora esta último tenha falhado desastrosamente. No início de fevereiro de 1943, o exército alemão tinha sofrido fortes perdas; as tropas alemãs em Stalingrado tinham sido forçadas a se render e a linha de frente foi empurrada para trás, além da sua posição de antes da ofensiva de verão. Em meados de fevereiro, após o impulso soviético diminuir, os alemães lançaram outro ataque em Carcóvia, com a criação de um saliente em sua linha de frente em volta da cidade russa de Kursk.

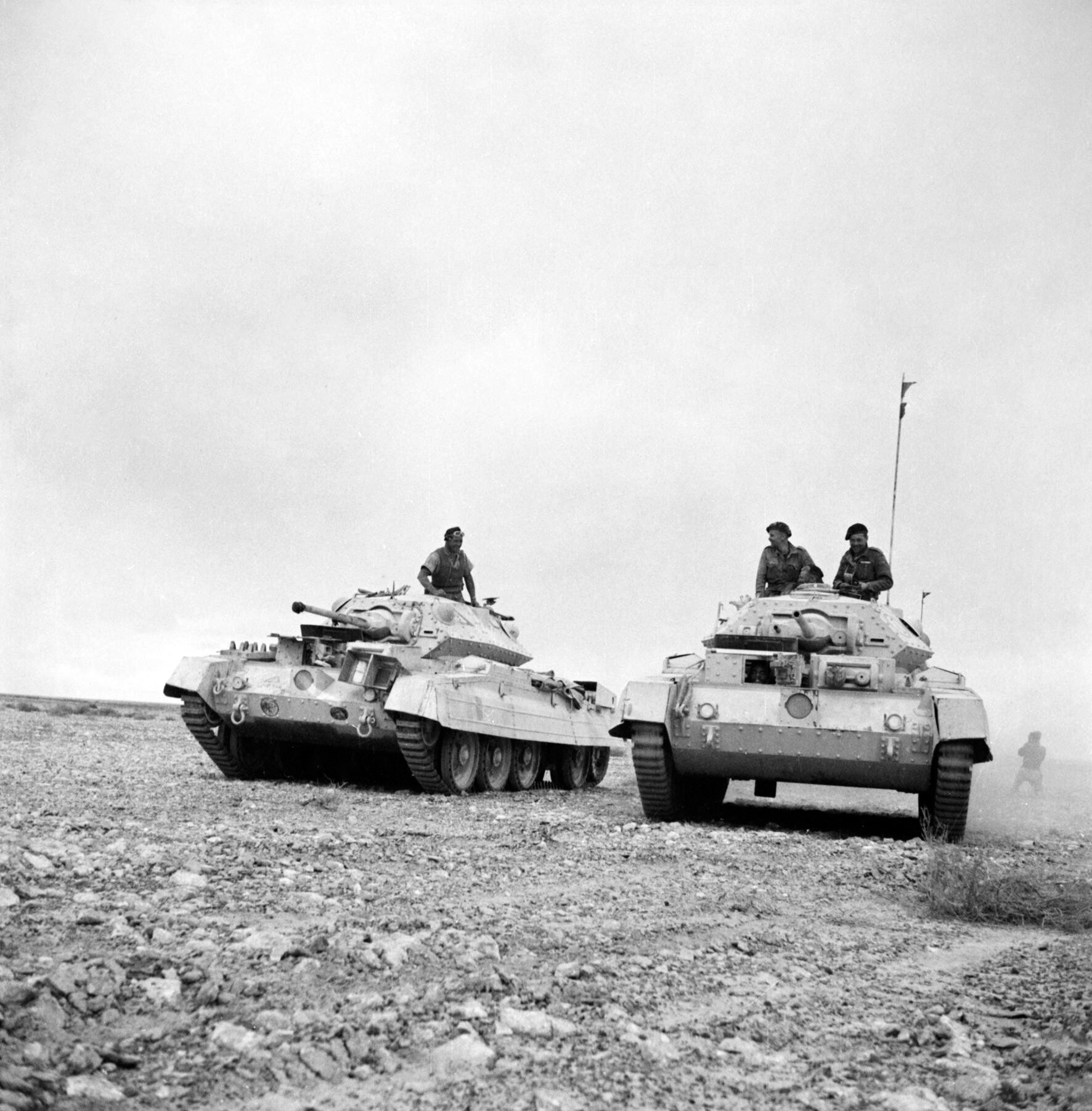
Tanques britânicos Crusader em movimento para posições avançadas durante a Campanha Norte-Africana.

Em novembro de 1941, as forças da Commonwealth lançaram uma contraofensiva, a Operação Crusader, no norte da África, e recuperaram todos os ganhos que os alemães e os italianos tinham feito na região. No Ocidente, preocupações com respeito ao governo japonês usar as bases da França de Vichy em Madagascar resultaram na invasão britânica da ilha no início de maio de 1942. Esta bem-sucedida invasão foi logo compensada por uma ofensiva do Eixo na Líbia que levou os Aliados a recuar para o Egito, até que as forças do Eixo foram paradas em El Alamein. No continente, as incursões de comandos aliados a alvos estratégicos, culminando com a desastrosa Batalha de Dieppe, demonstraram incapacidade dos Aliados ocidentais em lançar uma invasão da Europa continental sem uma melhor preparação, equipamentos e segurança operacional.
Em agosto de 1942, os Aliados conseguiram repelir um segundo ataque contra El Alamein e, a um alto custo, conseguiu entregar suprimentos desesperadamente necessários à Malta sitiada. Poucos meses depois, os Aliados iniciaram um ataque próprio no Egito, desalojando as forças do Eixo e o início de uma unidade à oeste de toda a Líbia. Este ataque foi seguido pouco depois por uma invasão anglo-americana do Norte da África Francês, o que resultou na captura da região pelos aliados. Hitler respondeu com a deserção da colônia francesa, ordenando a ocupação da França de Vichy, embora as forças de Vichy não terem resistido a esta violação do armistício, elas conseguiram afundar sua frota para evitar a sua captura pelas forças alemãs. As agora poucas forças do Eixo na África recuaram para a Tunísia, que foi conquistada pelos Aliados em maio de 1943.

### Aliados ganham impulso (1943)
Após a Campanha de Guadalcanal, os Aliados iniciaram várias operações contra o Japão no Pacífico. Em maio de 1943, forças aliadas foram enviadas para eliminar as forças japonesas nas Aleutas. Logo depois começaram as suas operações principais para isolar Rabaul, através da captura de ilhas vizinhas e para quebrar o perímetro Central Japonês do Pacífico nas ilhas Gilbert e Marshall. Até o final de março de 1944, os Aliados tinham concluído ambos os objetivos, e, adicionalmente, neutralizaram a principal base japonesa em Truk, nas Ilhas Carolinas. Em abril, as forças aliadas lançaram uma operação para retomar a Nova Guiné Ocidental.
Na União Soviética, tanto os alemães quanto os soviéticos passaram a primavera e o início do verão de 1943 fazendo preparativos para grandes ofensivas na Rússia central. Em 4 de julho de 1943, a Alemanha atacou as forças soviéticas ao redor de Kursk. Dentro de uma semana, as forças alemãs tinham se esgotado na luta contra as defesas profundamente escalonadas e bem construídas dos soviéticos e, pela primeira vez na guerra, Hitler cancelou a operação antes de ter alcançado o sucesso tático ou operacional. Esta decisão foi parcialmente afetada pela invasão dos aliados ocidentais à Sicília, lançada em 9 de julho e que, combinada com falhas anteriores dos italianos, resultou na destituição e na prisão de Mussolini no final daquele mês.

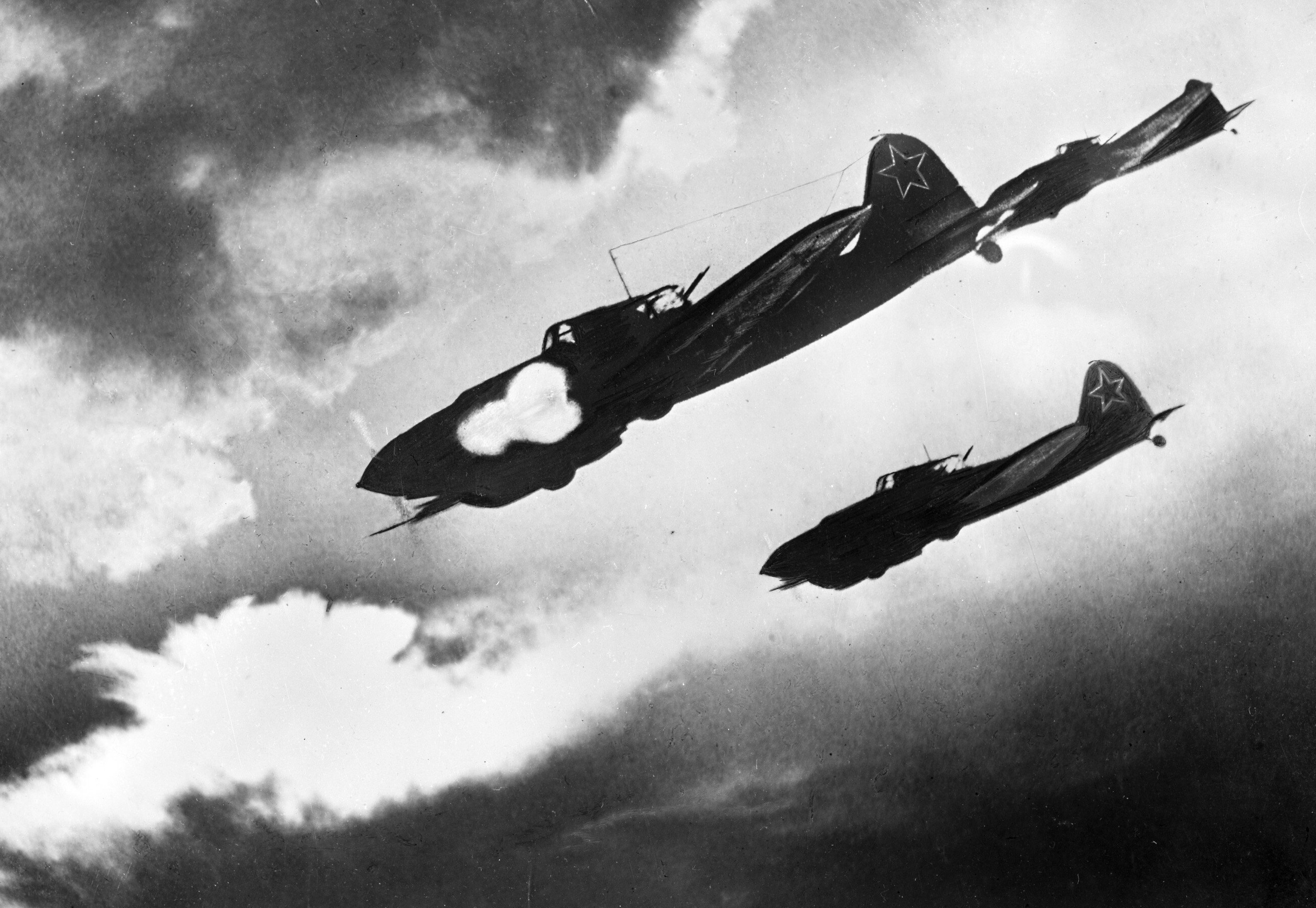
Aviões soviéticos Il-2 atacando forças da Wehrmacht durante a Batalha de Kursk, em 1 de julho de 1943.

Em 12 de julho de 1943, os soviéticos lançaram suas próprias contraofensivas, afastando assim qualquer esperança de vitória, ou até mesmo empate, para o exército alemão no leste. A vitória soviética em Kursk anunciou a queda de superioridade alemã, dando à União Soviética a iniciativa na Frente Oriental. Os alemães tentaram estabilizar sua frente nordeste ao longo da apressadamente fortificada linha Panther-Wotan, no entanto, os soviéticos a romperam em Smolensk e na ofensiva de Dnieper.
No início de setembro de 1943, os Aliados ocidentais invadiram a península itálica, após um armistício com os italianos. A Alemanha respondeu ao desarmar as forças italianas, tomar o controle militar das áreas até então controladas pela Itália e ao criar uma série de linhas defensivas. As forças especiais alemãs resgataram Mussolini, que logo em seguida estabeleceu um novo Estado fantoche na Itália ocupada pelos alemães chamado de República Social Italiana. Os Aliados ocidentais lutaram por várias frentes até chegar à principal linha defensiva alemã, em meados de novembro.
As operações alemãs no Atlântico também sofreram. Em maio de 1943 (Maio Negro), conforme contraofensivas aliadas se tornavam cada vez mais eficazes, as consideráveis perdas resultantes de submarinos alemães forçaram a suspensão temporária da campanha naval alemã no Atlântico. Em novembro de 1943, Franklin D. Roosevelt e Winston Churchill se encontraram com Chiang Kai-shek no Cairo e, depois, com Josef Stalin em Teerã. A primeira conferência determinou o recuo do território japonês no pós-guerra, enquanto a última incluía um acordo de que os Aliados ocidentais invadiriam a Europa em 1944 e de que a União Soviética iria declarar guerra ao Japão dentro de três meses após a derrota da Alemanha. A inteligência alemã pôs em prática a malsucedida Operação Long Jump, cujo objetivo era capturar (ou assassinar) os líderes reunidos em Teerã.

Tropas britânicas acionando um morteiro durante a Batalha de Imphal, no Nordeste da Índia, em 1944.

Desde novembro de 1943, durante a Batalha de Changde, os chineses forçaram o Japão a lutar uma custosa guerra de atrito, enquanto aguardavam as forças aliadas. Em janeiro de 1944, os Aliados lançaram uma série de ataques na Itália contra a linha em Monte Cassino e tentaram flanquear desembarques em Anzio. Até o final de janeiro, uma grande ofensiva soviética expulsou as forças alemãs da região de Leningrado, terminando com o mais longo e letal cerco da história.
A próxima ofensiva soviética foi interrompida nas fronteiras pré-guerra da Estônia pelo Grupo de Exércitos Norte alemão auxiliado por estonianos que tinham a esperança de restabelecer a independência nacional. Este atraso diminuiu as subsequentes operações soviéticas na região do Mar Báltico. No final de maio de 1944, os soviéticos tinham libertado a Crimeia, expulsado a maior parte das forças do Eixo da Ucrânia e feito incursões na Romênia, que foram repelidas pelas tropas do Eixo. As ofensivas Aliadas na Itália tinha tido sucesso e, às custas de permitir o recuo de várias divisões alemãs, em 4 de junho Roma foi capturada.
Os Aliados experimentaram sortes diferentes na Ásia continental. Em março de 1944, os japoneses lançaram a primeira de duas invasões: uma operação contra as posições britânicas em Assam, na Índia, e logo cercaram as posições da Commonwealth em Imphal e Kohima. Em maio de 1944, as forças britânicas montaram uma contraofensiva que levou as tropas japonesas de volta para a Birmânia e as forças chinesas que invadiram o norte da Birmânia no final de 1943 sitiaram as tropas japonesas em Myitkyina. A segunda invasão japonesa tentou destruir as principais forças de combate da China, proteger as ferrovias entre os territórios ocupados e os aeroportos Aliados capturados pelo Japão. Em junho, os japoneses tinham conquistado a província de Henan e começaram um ataque renovado contra Changsha, na província de Hunan.

### Aproximação dos Aliados (1944)

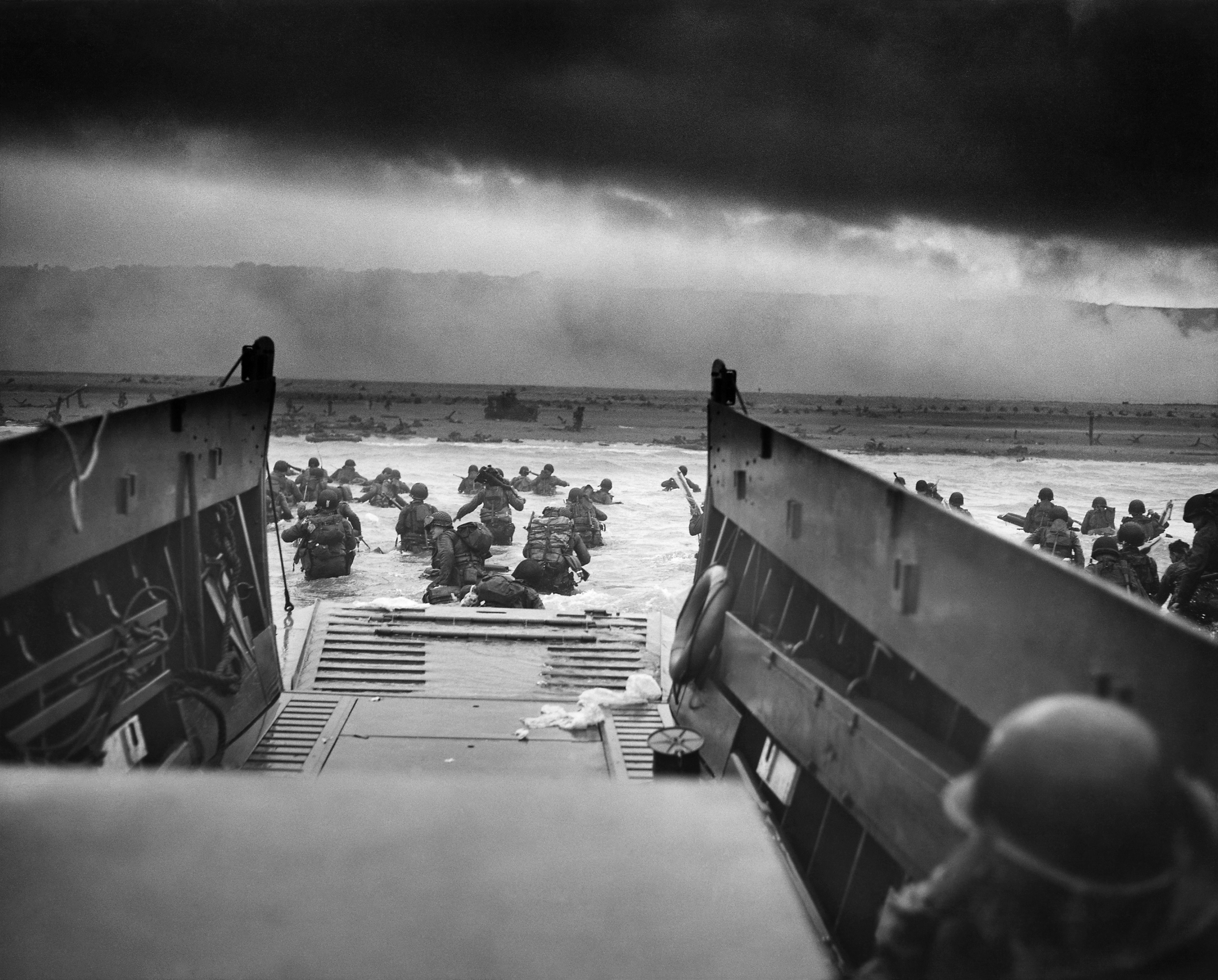
A Invasão da Normandia pelos Aliados em 6 de junho de 1944, episódio conhecido como Dia D.

Em 6 de junho de 1944 (conhecido como Dia D), depois de três anos de pressão soviética, os Aliados ocidentais invadiram o norte da França. Após reatribuir várias divisões Aliadas da Itália, eles também atacaram o sul da França. Os desembarques foram bem-sucedidos e levaram à derrota das unidades do exército alemão na França. Paris foi libertada pela resistência local, com o apoio das Forças da França Livre em 25 de agosto e os Aliados ocidentais continuaram a forçar o recuo das forças alemãs na Europa Ocidental durante a última parte do ano. Uma tentativa de avançar para o norte da Alemanha liderada por uma grande operação aérea nos Países Baixos terminou em um fracasso. Depois disso, os Aliados ocidentais lentamente moveram-se para Alemanha, sem sucesso, tentando atravessar o rio Rur em uma grande ofensiva. Na Itália, o avanço Aliado também desacelerou, quando se depararam com a última grande linha de defesa alemã.
Em 22 de junho, os soviéticos lançaram uma ofensiva estratégica na Bielorrússia (conhecida como "Operação Bagration"), que resultou na destruição quase completa do Grupo de Exércitos Centro alemão. Logo depois, outra ofensiva soviética estratégica forçou o recuo das tropas alemãs da Ucrânia ocidental e Polônia oriental. O sucesso do avanço das tropas soviéticas impulsionou forças de resistência na Polônia a iniciar várias revoltas, embora a maior delas, em Varsóvia, além de uma revolta eslovaca no sul, não terem recebido auxílio soviético e acabarem sendo abatidas por forças alemãs. A ofensiva estratégica do Exército Vermelho no leste da Romênia desestabilizou e destruiu consideravelmente as tropas alemãs na região e desencadeou um bem sucedido golpe de Estado na Romênia e na Bulgária, seguido pelo deslocamento desses países para o lado dos Aliados.

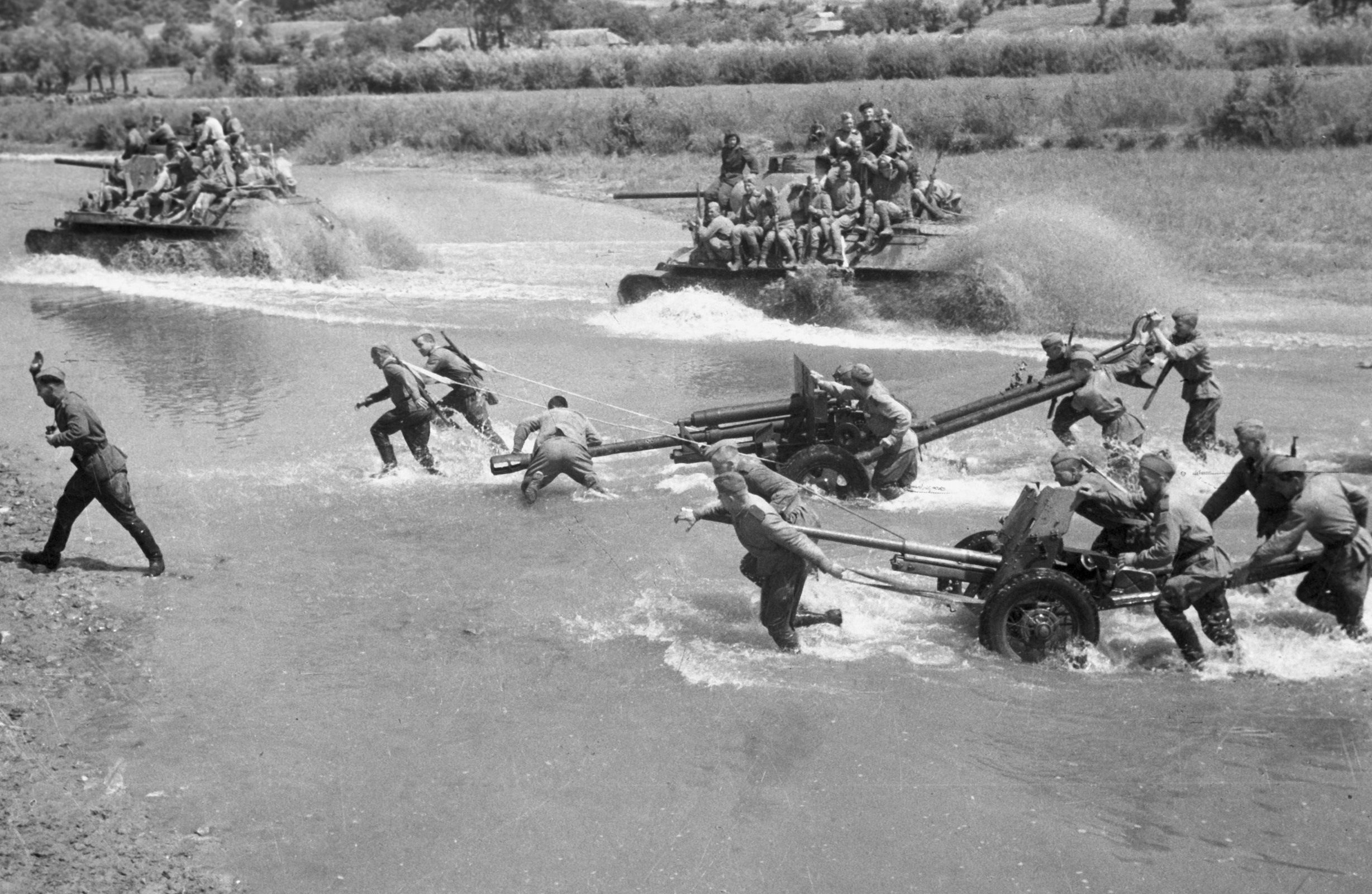
Tropas e equipamentos do Exército Vermelho atravessando um rio durante o verão do hemisfério norte em 1944.

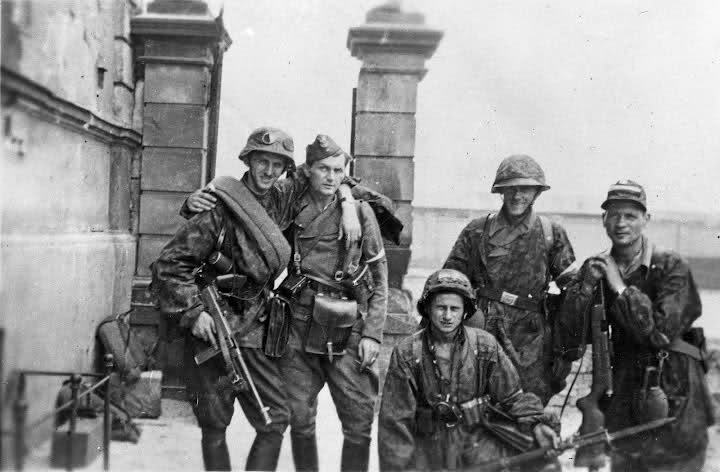
Rebeldes poloneses durante a Revolta de Varsóvia, em que cerca de 200 000 civis morreram.

Em setembro de 1944, as tropas do Exército Vermelho soviético avançaram para a Iugoslávia e forçaram a rápida retirada dos Grupos E e F do exército alemão na Grécia, Albânia e Iugoslávia. Neste ponto, os partisans apoiados pelos comunistas e liderados pelo Marechal Josip Broz Tito, que havia liderado uma campanha de guerrilha cada vez mais bem-sucedida contra a ocupação desde 1941, controlavam grande parte do território iugoslavo e estavam engajados em retardar os esforços contra as forças alemãs mais ao sul. No norte da Sérvia, o Exército Vermelho, com apoio limitado de forças búlgaras, ajudou os guerrilheiros em uma libertação conjunta de capital Belgrado em 20 de outubro. Poucos dias depois, os soviéticos lançaram um ataque maciço contra a Hungria ocupada pelos alemães, que durou até a queda de Budapeste, em fevereiro de 1945. Em contraste com as impressionantes vitórias soviéticas nos Balcãs, a pungente resistência finlandesa contra a ofensiva soviética no Istmo da Carélia impediu a ocupação do território finlandês e levou à assinatura do armistício soviético-finlandês em condições relativamente suaves, com a subsequente mudança da Finlândia para o lado dos Aliados.
Até o início de julho, as forças da Commonwealth no sudeste asiático haviam repelido os cercos japoneses em Assam, empurrando os japoneses para o rio Chindwin enquanto os chineses capturaram Myitkyina. Na China, os japoneses estavam tendo maiores sucessos, tendo finalmente tomado Changsha, em meados de junho, e a cidade de Hengyang, no início de agosto. Logo depois, eles ainda invadiram a província de Guangxi, vencendo batalhas importantes contra as forças chinesas em Guilin e Liuzhou até o final de novembro e com sucesso ligando as suas forças na China e na Indochina em meados de dezembro.
No Pacífico, as forças norte-americanas continuaram a pressionar o perímetro japonês. Em meados de junho de 1944, elas começaram sua ofensiva contra as ilhas Marianas e Palau e derrotaram as forças japonesas na Batalha do Mar das Filipinas. Estas derrotas levaram à renúncia de primeiro-ministro japonês Hideki Tōjō e muniram os Estados Unidos com bases aéreas para lançar ataques de bombardeiros pesados e intensivos sobre as ilhas japonesas. No final de outubro, as forças norte-americanas invadiram a ilha filipina de Leyte; logo depois, as forças navais aliadas marcaram outra grande vitória na Batalha do Golfo de Leyte, uma das maiores batalhas navais da história.

### Colapso do Eixo e vitória dos Aliados (1945)
Em 16 de dezembro de 1944, a Alemanha tentou sua última e desesperada medida para obter sucesso na Frente Ocidental, usando a maior parte das suas reservas restantes para lançar uma grande contraofensiva nas Ardenas para tentar dividir os Aliados ocidentais, cercar grandes porções de tropas aliadas e tomar a sua porta de alimentação primária na Antuérpia, com o objetivo de levar a uma solução política. Em janeiro, a ofensiva tinha sido repelida sem cumprir os seus objetivos estratégicos. Na Itália, os Aliados ocidentais ficaram num impasse na linha defensiva alemã. Em meados de janeiro de 1945, os soviéticos atacaram na Polônia, movendo-se do Vístula ao rio Oder, na Alemanha, e invadiram a Prússia Oriental. Em 4 de fevereiro, os líderes norte-americanos, britânicos e soviéticos se encontraram na Conferência de Yalta. Eles concordaram com a ocupação da Alemanha no pós-guerra e sobre quando a União Soviética iria se juntar à guerra contra o Japão.
Em fevereiro, os soviéticos invadiram a Silésia e a Pomerânia, enquanto aliados ocidentais entraram na Alemanha Ocidental e aproximaram-se do rio Reno. Em março, os Aliados ocidentais atravessaram o norte do Reno e o sul do Ruhr, cercando o Grupo de Exércitos B alemão, enquanto os soviéticos avançaram para Viena. No início de abril, os Aliados ocidentais finalmente avançaram na Itália e atravessaram a Alemanha Ocidental, enquanto as forças soviéticas invadiram Berlim no final de abril; as duas forças encontraram-se no rio Elba em 25 de abril. Em 30 de abril de 1945, o Reichstag foi capturado, simbolizando a derrota militar do Terceiro Reich.
Várias mudanças de liderança ocorreram durante este período: em 12 de abril, o então presidente dos Estados Unidos, Roosevelt, morreu e foi sucedido por Harry S. Truman. Benito Mussolini foi morto por partisans italianos em 28 de abril e, dois dias depois, Hitler cometeu suicídio e foi sucedido pelo Grande Almirante Karl Dönitz.
Na Itália, a rendição assinada em 29 de abril pelo comando das forças alemãs naquele país, se efetivou em 2 de maio. O tratado de rendição alemão foi assinado em 7 de maio em Reims e ratificado em 8 de maio em Berlim. O Grupo de Exércitos Centro alemão resistiu em Praga até o dia 11 de maio, no que seria a última grande ofensiva aliada em solo europeu. No Pacífico, as forças estadunidenses acompanhadas por forças da Comunidade das Filipinas avançaram no território filipino, tomando Leyte até o final de abril de 1945. Eles desembarcaram em Luzon em janeiro de 1945 e ocuparam Manila em março, deixando-a em ruínas. Combates continuaram em Luzon, Mindanao e em outras ilhas das Filipinas até o final da guerra.

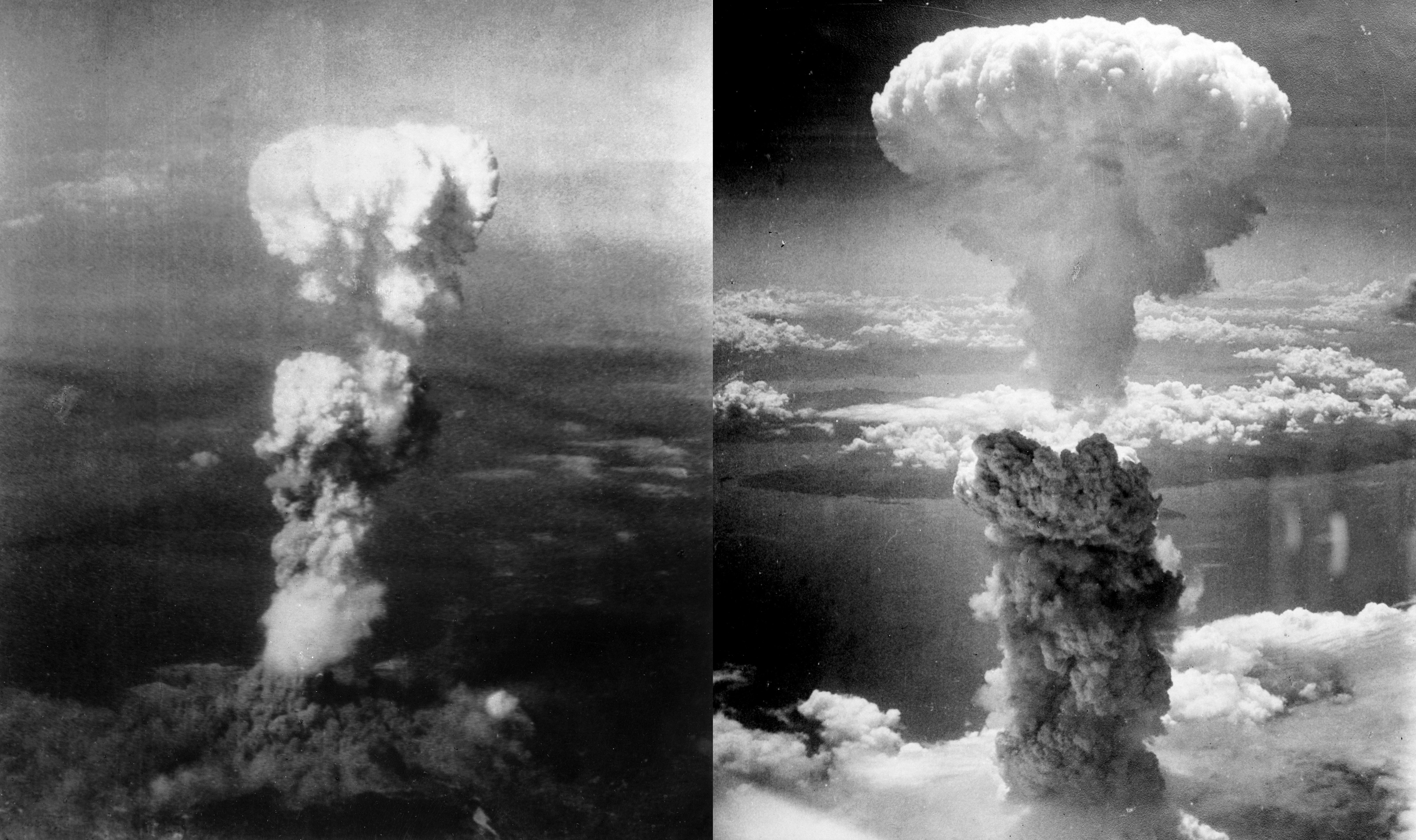
Nuvens de cogumelo sobre Hiroshima (esquerda) e Nagasaki, após o lançamento das bombas atômicas, nos dias 6 e 9 de agosto de 1945, respectivamente.

Em maio de 1945, tropas australianas aterraram em Bornéu. Forças britânicas, estadunidenses e chinesas derrotaram os japoneses no norte da Birmânia em março e os britânicos chegaram a Yangon em 3 de maio. Forças estadunidenses também chegam ao Japão, tomando Iwo Jima em março e Okinawa até o final de junho. Bombardeiros estadunidenses destroem as cidades japonesas e submarinos bloqueiam as importações do país.
Em 11 de julho, os líderes Aliados se reuniram em Potsdam, na Alemanha. Lá eles confirmam acordos anteriores sobre a Alemanha e reiteram a exigência de rendição incondicional de todas as forças japonesas, especificamente afirmando que "a alternativa para o Japão é a rápida e total destruição". Durante esta conferência, o Reino Unido realizou a sua eleição geral e Clement Attlee substitui Churchill como primeiro-ministro.
Como o Japão continuou a ignorar os termos de Potsdam, os Estados Unidos lançam bombas atômicas sobre as cidades japonesas de Hiroshima e Nagasaki em agosto. Nessa época, os japoneses tentavam desenvolver também um programa para produção de armas nucleares, que não havia chegado à conclusão. Entre as duas bombas, os soviéticos, em conformidade com o acordo de Yalta, invadem a Manchúria, dominada pelos japoneses e rapidamente derrotam o Exército de Guangdong, que era a principal força de combate japonesa. O Exército Vermelho também captura a ilha Sacalina e as ilhas Curilas. Em 15 de agosto de 1945 o Japão se rende, sendo os documentos de rendição finalmente assinados a bordo do convés do navio de guerra americano USS Missouri em 2 de setembro de 1945, o que pôs fim à guerra.

## Consequências e impactos

O primeiro-ministro britânico Winston Churchill profere o sinal de "Vitória" para multidões em Londres, no Dia V-E.

Os Aliados estabeleceram administrações de ocupação na Áustria e na Alemanha. O primeiro se tornou um estado neutro, não alinhado com qualquer bloco político. O último foi dividido em zonas de ocupação ocidentais e orientais controlada pelos Aliados Ocidentais e pela União Soviética, respectivamente (ver: Conselho de Controlo Aliado). Um programa de "desnazificação" da Alemanha levou à condenação de criminosos de guerra nazistas e à remoção de ex-nazistas do poder, ainda que esta política tenha se alterado para a anistia e a reintegração dos ex-nazistas na sociedade da Alemanha Ocidental. A Alemanha perdeu um quarto dos seus territórios pré-guerra (1937); os territórios orientais: Silésia, Neumark e a maior parte da Pomerânia foram assumidos pela Polônia; a Prússia Oriental foi dividida entre a Polônia e a URSS, seguida pela expulsão de 9 milhões de alemães dessas províncias, bem como de 3 milhões de alemães dos Sudetos, na Tchecoslováquia, para a Alemanha. Na década de 1950, um em cada cinco habitantes da Alemanha Ocidental era um refugiado do leste. A URSS também assumiu as províncias polonesas a leste da linha Curzon (das quais 2 milhões de poloneses foram expulsos), leste da Romênia, e parte do leste da Finlândia e três países Bálticos.
Em um esforço para manter a paz, os Aliados formaram a Organização das Nações Unidas (ONU), que oficialmente passou a existir em 24 de outubro de 1945, e aprovaram a Declaração Universal dos Direitos Humanos em 1948, como um padrão comum para todos os Estados-membros. A aliança entre os Aliados Ocidentais e a União Soviética havia começado a deteriorar-se ainda antes da guerra, a Alemanha havia sido dividida de facto e dois Estados independentes, a República Federal da Alemanha e a República Democrática Alemã, foram criados dentro das fronteiras das zonas de ocupação dos Aliados e dos Soviéticos, respectivamente. O resto da Europa também foi dividido em esferas de influência ocidentais e soviéticas. A maioria dos países europeus orientais e centrais ficaram sob a esfera soviética, o que levou à criação de regimes comunistas, com o apoio total ou parcial das autoridades soviéticas de ocupação (ver: Ocupações soviéticas). Como resultado, Polônia, Hungria, Tchecoslováquia, Romênia, Albânia, e a Alemanha Oriental tornaram-se Estados satélite dos soviéticos. A Iugoslávia comunista realizou uma política totalmente independente, o que causou tensão com a URSS (ver: Ruptura Tito-Stalin).

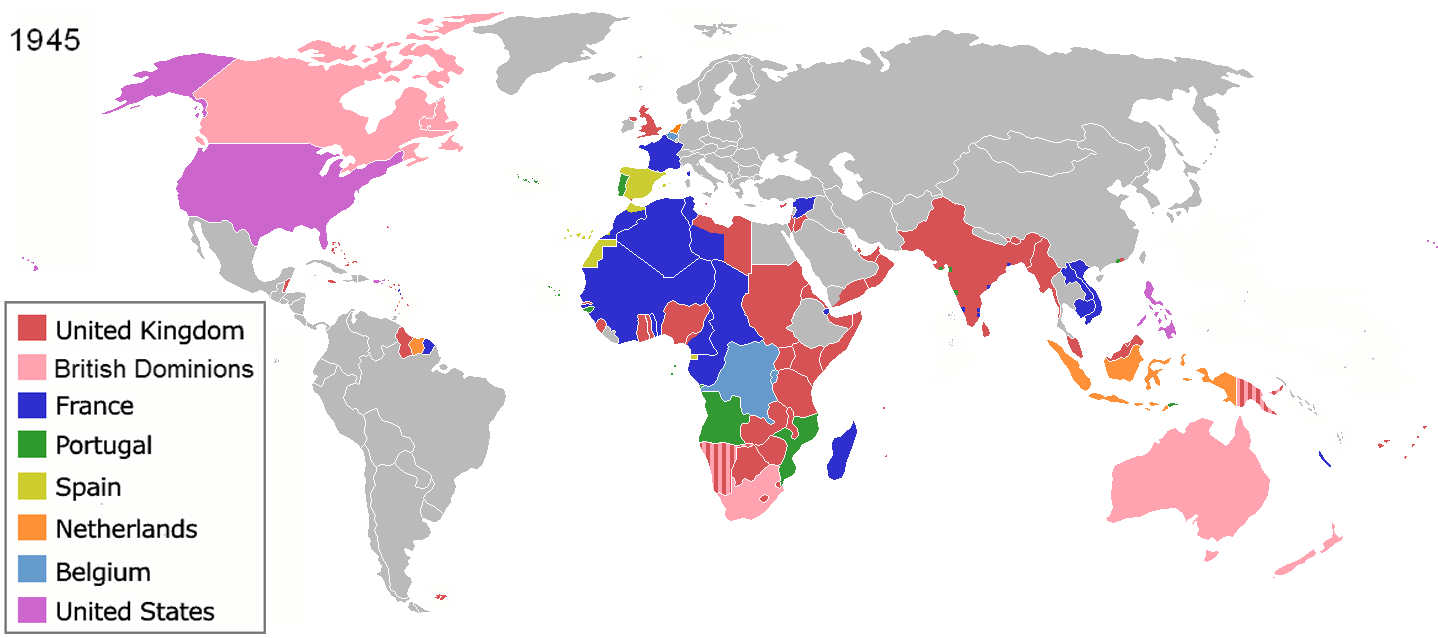
Impérios coloniais em 1945. Com o fim da guerra, conflitos de libertação nacional se espalharam pelo mundo, levando à criação de Israel e à descolonização da Ásia e da África.

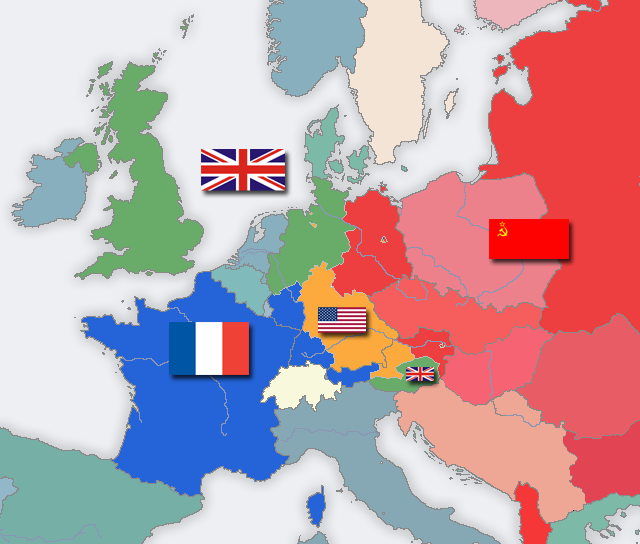
Zonas ocupadas pelos Aliados na Alemanha e na Áustria no pós-guerra.

A divisão pós-guerra do mundo foi formalizada por duas alianças militares internacionais, a Organização do Tratado do Atlântico Norte (OTAN), liderada pelos Estados Unidos, e o Pacto de Varsóvia, liderado pela União Soviética; o longo período de tensões políticas e militares proveniente da concorrência entre esses dois grupos, a Guerra Fria, seria acompanhado de uma corrida armamentista sem precedentes e guerras por procuração.
Na Ásia, os Estados Unidos ocuparam o Japão e administraram as antigas ilhas japonesas no Pacífico Ocidental, enquanto os soviéticos anexaram a ilha Sacalina e as ilhas Curilas. A Coreia, anteriormente sob o domínio japonês, foi dividida e ocupada pelos Estados Unidos no Sul e pela União Soviética no Norte entre 1945 e 1948. Repúblicas separadas então surgiram em ambos os lados do paralelo 38 em 1948, cada uma afirmando ser o governo legítimo de toda a Coreia, o que levou à Guerra da Coreia. Na China, forças nacionalistas e comunistas retomaram a guerra civil em junho de 1946. As forças comunistas foram vitoriosas e estabeleceram a República Popular da China no continente, enquanto as forças nacionalistas refugiaram-se na ilha de Taiwan em 1949 e fundaram a República da China. No Oriente Médio, a rejeição árabe ao Plano de Partilha da Palestina da ONU e à criação de Israel, marcou a escalada do conflito árabe-israelense. Enquanto as potências coloniais europeias tentaram reter parte ou a totalidade de seus impérios coloniais, a sua perda de prestígio e de recursos durante a guerra fracassou seus objetivos, levando à descolonização da Ásia e da África.
A economia mundial sofreu muito com a guerra, embora os participantes da Segunda Guerra Mundial tenham sido afetados de forma diferente. Os Estados Unidos emergiram muito mais ricos do que qualquer outra nação; no país aconteceu o "baby boom" e em 1950 seu produto interno bruto (PIB) per capita era maior do que o de qualquer outra potência e isso levou-o a dominar a economia mundial. O Reino Unido e os Estados Unidos implementaram uma política de desarmamento industrial na Alemanha Ocidental entre os anos de 1945 e 1948. Devido à interdependência do comércio internacional, este levou à estagnação da economia europeia e o atraso, em vários anos, da recuperação do continente.
A recuperação começou com a reforma monetária de meados de 1948 na Alemanha Ocidental e foi acelerada pela liberalização da política econômica europeia, que o Plano Marshall (1948–1951) causou tanto direta quanto indiretamente. A recuperação pós-1948 da Alemanha Ocidental foi chamada de milagre econômico alemão. Além disso, as economias italiana e francesa também se recuperaram. Em contrapartida, o Reino Unido estava em um estado de ruína econômica e entrou em um relativo declínio econômico contínuo ao longo de décadas.
A União Soviética, apesar dos enormes prejuízos humanos e materiais, também experimentou um rápido aumento da produção no pós-guerra imediato. O Japão passou por um crescimento econômico incrivelmente rápido, tornando-se uma das economias mais poderosas do mundo na década de 1980. A China voltou a sua produção industrial de pré-guerra em 1952.

### Mortos e crimes de guerra

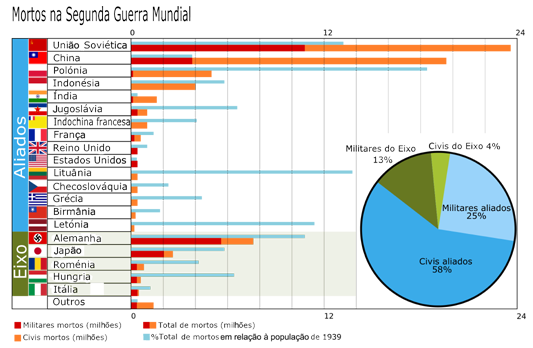
Mortes durante a Segunda Guerra por país.

As estimativas para o total de mortos na guerra variam, pois muitas mortes não foram registradas. A maioria sugere que cerca de 60 milhões de pessoas morreram no conflito, incluindo cerca de 20 milhões de soldados e 40 milhões de civis. Somente na Europa, houve 36 milhões de mortes, sendo a metade de civis. Muitos civis morreram por causa de doenças, fome, massacres, bombardeios e genocídios deliberados. A União Soviética perdeu cerca de 27 milhões de pessoas durante a guerra, quase metade de todas as mortes da Segunda Guerra Mundial. Um em cada quatro cidadãos soviéticos foram mortos ou feridos nesse conflito.
Do total de óbitos na Segunda Guerra Mundial cerca de 85 por cento, na maior parte soviéticos e chineses, foram do lado dos Aliados e 15 por cento do lado do Eixo. Muitas dessas mortes foram causadas por crimes de guerra cometidos pelas forças alemãs, japonesas e soviéticas nos territórios ocupados. Estima-se que entre 11 e 17 milhões de civis morreram como resultado direto ou indireto das políticas ideológicas nazistas, incluindo o genocídio sistemático de cerca de seis milhões de judeus durante o Holocausto, juntamente com mais cinco milhões de ciganos, eslavos, homossexuais e outras minorias étnicas e grupos minoritários. Aproximadamente 7,5 milhões de civis morreram na China durante a ocupação japonesa e os sérvios foram alvejados pela Ustaše, organização croata alinhada ao Eixo.
A atrocidade mais conhecida cometida pelo Império do Japão foi o Massacre de Nanquim, na qual centenas de milhares de civis chineses foram estuprados e assassinados. Entre 3 milhões e 10 milhões de civis, a maioria chineses, foram mortos pelas forças de ocupação japonesas. Mitsuyoshi Himeta registrou 2,7 milhões de vítimas durante a política conhecida como Sanko Sakusen. O general Yasuji Okamura implementou a política em Hebei e Shandong.

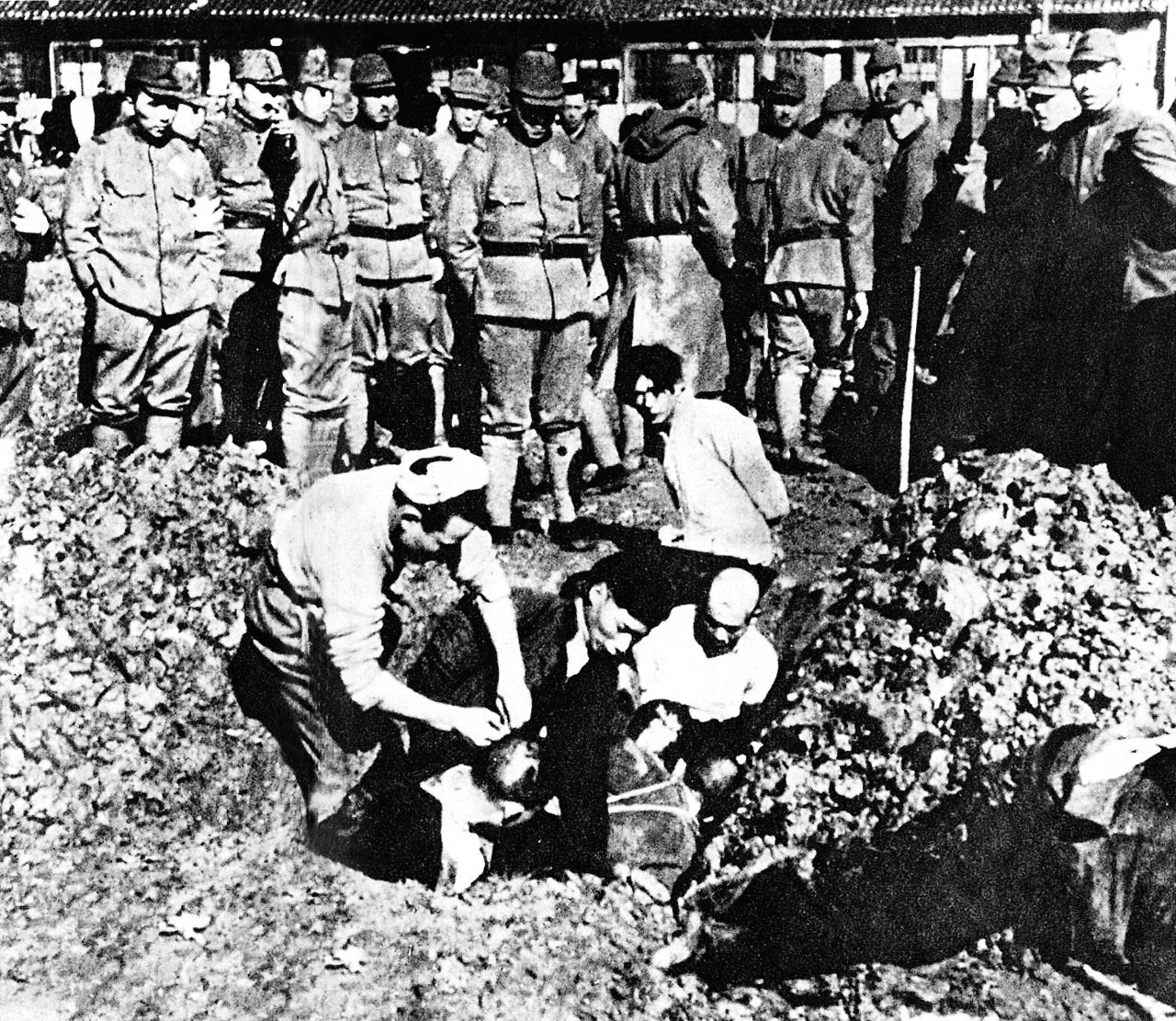
Civis chineses sendo enterrados vivos por soldados japoneses durante o Massacre de Nanquim.

As forças do Eixo fizeram uso de armas biológicas e químicas. Os italianos usaram gás mostarda durante a conquista da Abissínia, enquanto o Exército Imperial Japonês usou vários tipos de armas biológicas durante a invasão e ocupação da China e nos conflitos iniciais contra os soviéticos. Tanto os alemães quanto os japoneses testaram tais armas contra civis e, em alguns casos, sobre prisioneiros de guerra. A Alemanha nazista e o Império Japão realizaram experiências utilizando seres humanos como cobaias (ver: Experimentos humanos nazistas e Unidade 731) Temendo punições, vários criminosos de guerra fugiram da Europa após término do conflito. As rotas de fuga usadas por estes criminosos ficaram conhecidas como as "linhas de ratos" (Ratlines).
Embora muitos dos atos do Eixo tenham sido levados a julgamento nos primeiros tribunais internacionais, muitos dos crimes causados pelos Aliados não foram julgados. Entre os exemplos de ações dos Aliados estão as transferências populacionais na União Soviética e o internamento de estadunidenses-japoneses em campos de concentração nos Estados Unidos; a Operação Keelhaul, a expulsão dos alemães após a Segunda Guerra Mundial, os estupros em massa pelo Exército Vermelho Soviético; o Massacre de Katyn cometido pela União Soviética, para o qual os alemães enfrentaram contra-acusações de responsabilidade. O grande número de mortes por fome também pode ser parcialmente atribuído à guerra, como a fome de 1943 em Bengala e a fome de 1945 no Vietnã.
Também tem sido sugerido como crimes de guerra por alguns historiadores o bombardeio em massa de áreas civis em território inimigo, incluindo Tóquio e mais notadamente nas cidades alemãs de Berlim, Dresden, Hamburgo e Colônia pelos Aliados ocidentais, que resultou na destruição de mais de 160 cidades e matou um total de mais de 600 mil civis alemães.

### Campos de concentração e escravidão

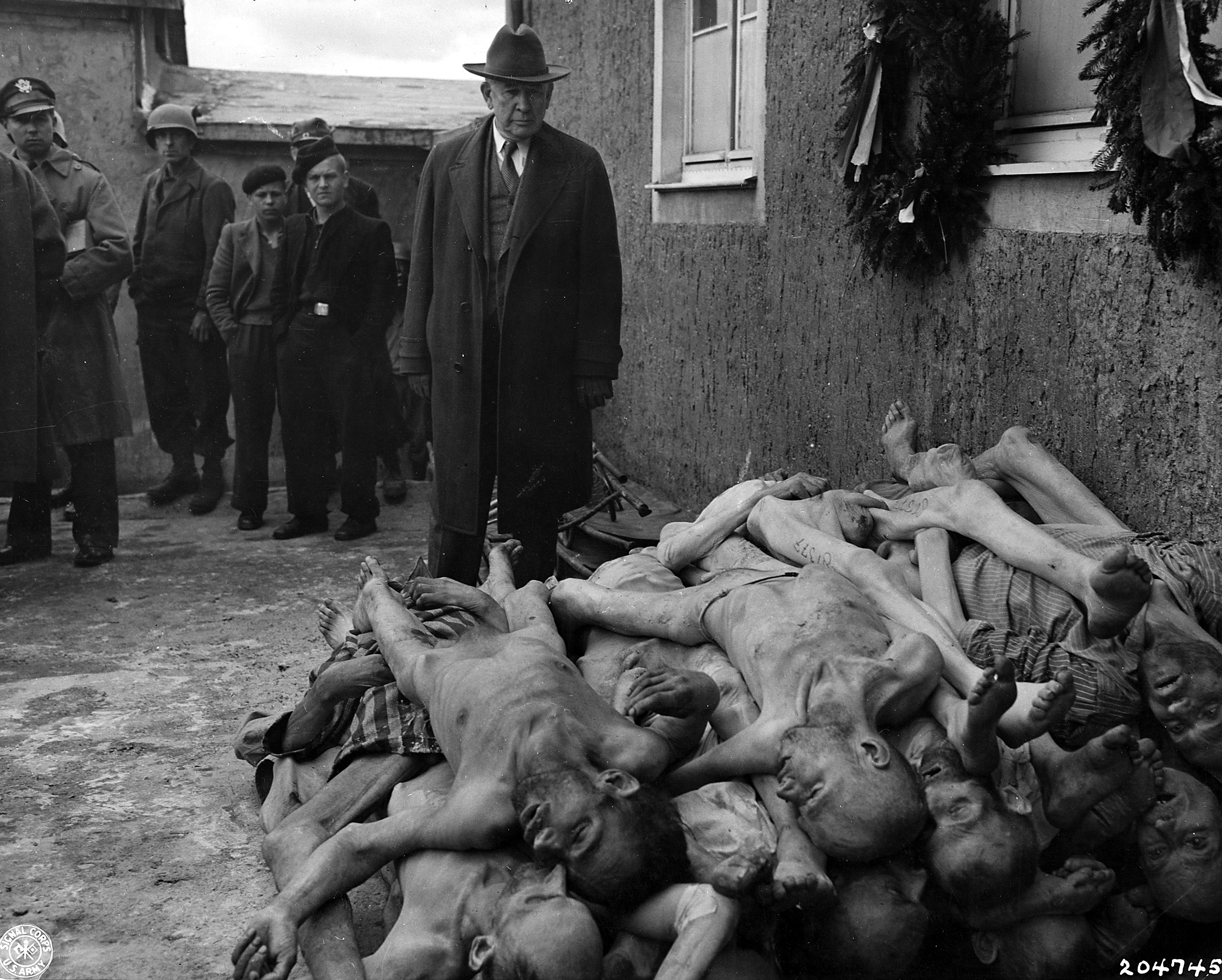
O senador estadunidense Alben W. Barkley, membro do comitê que investigava os crimes nazistas, ao lado de corpos de prisioneiros do campo de concentração de Buchenwald, na Alemanha.

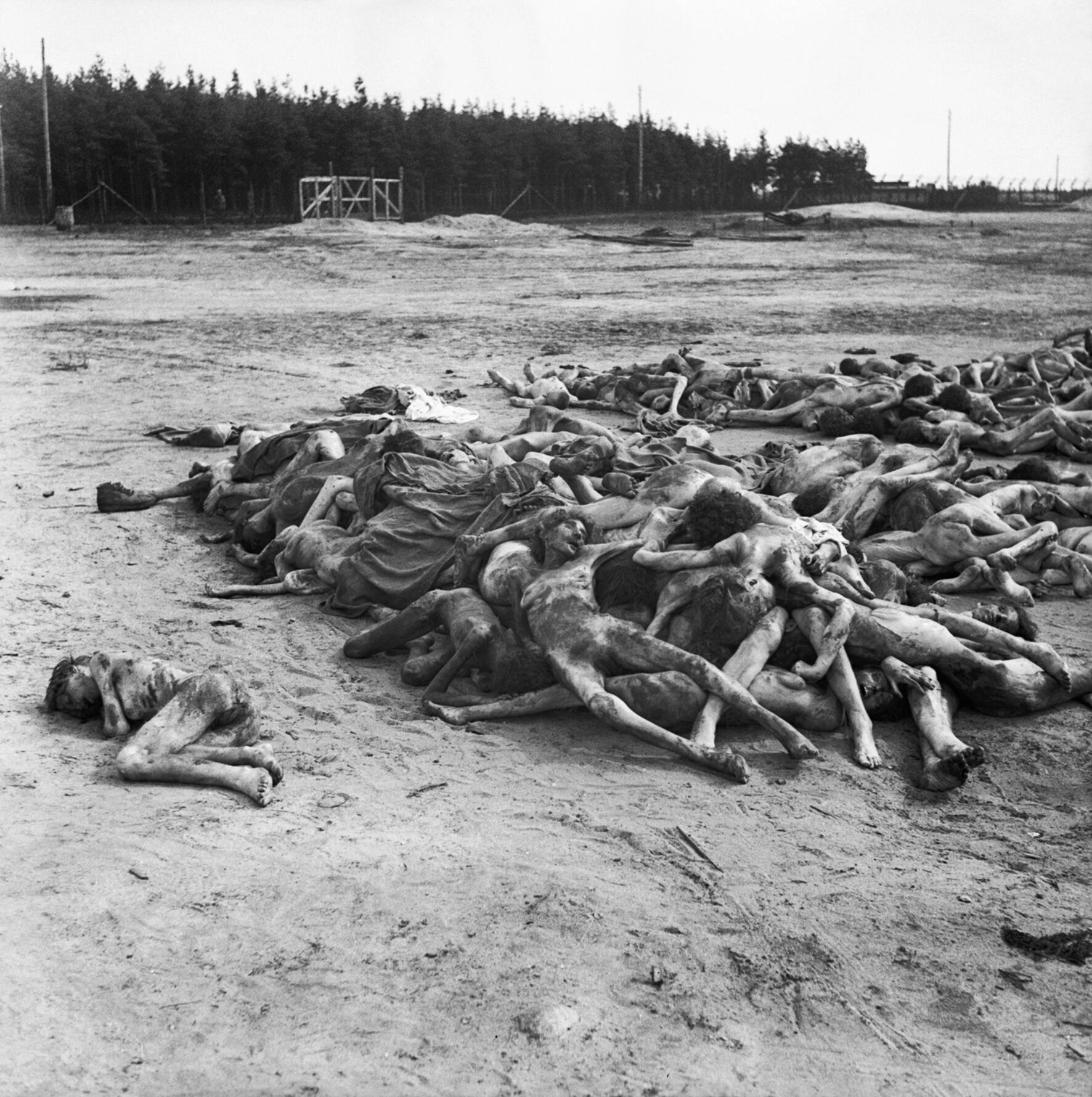
Pilha de corpos no interior do campo de concentração nazista de Bergen-Belsen, onde muitos judeus, poloneses e presos soviéticos capturados foram enviados para o trabalho forçado e, mais tarde, para o extermínio, em 1945.

Os nazistas foram responsáveis pelo Holocausto, a matança de cerca de seis milhões de judeus (esmagadoramente asquenazes), bem como dois milhões de poloneses e quatro milhões de outros que foram considerados "indignos de viver" (incluindo os deficientes e doentes mentais, prisioneiros de guerra soviéticos, homossexuais, maçons, testemunhas de jeová e ciganos), como parte de um programa de extermínio deliberado. Cerca de 12 milhões, a maioria dos quais eram do Leste Europeu, foram empregados na economia de guerra alemã como trabalhadores forçados.
Além de campos de concentração nazistas, os gulags soviéticos (campos de trabalho) levaram à morte de cidadãos dos países ocupados, como a Polônia, Lituânia, Letônia e Estônia, bem como prisioneiros de guerra alemães e até mesmo cidadãos soviéticos que foram considerados apoiadores ou simpatizantes dos nazistas. Sessenta por cento dos prisioneiros de guerra soviéticos dos alemães morreram durante a guerra. Richard Overy aponta o número de 5,7 milhões de prisioneiros de guerra soviéticos. Destes, cinquenta e sete por cento morreram ou foram mortos, um total de 3,6 milhões. Ex-prisioneiros de guerra soviéticos e civis repatriados foram tratados com grande suspeita e como potenciais colaboradores dos nazistas e alguns deles foram enviados para gulags no momento da revista pelo NKVD.
Os campos de prisioneiros de guerra do Japão, muitos dos quais foram utilizados como campos de trabalho, também tiveram altas taxas de mortalidade. O Tribunal Militar Internacional para o Extremo Oriente concluiu que a taxa de mortalidade de prisioneiros ocidentais foi de 27,1 por cento (para prisioneiros de guerra estadunidenses, 37 por cento), sete vezes maior do que os prisioneiros de guerra dos alemães e italianos. Apesar de 37 583 prisioneiros do Reino Unido, 28 500 da Holanda e 14 473 dos Estados Unidos tenham sido libertados após a rendição do Japão, o número de chineses foi de apenas 56.
Segundo o historiador Zhifen Ju, pelo menos cinco milhões de civis chineses do norte da China e de Manchukuo foram escravizados pelo Conselho de Desenvolvimento da Ásia Oriental, ou Kōain, entre 1935 e 1941, para trabalhar nas minas e indústrias de guerra. Após 1942, esse número atingiu 10 milhões. A Biblioteca do Congresso dos Estados Unidos estima que, em Java, entre 4 e 10 milhões de romushas (em japonês:  "trabalhadores braçais") foram forçados a trabalhar pelos militares japoneses. Cerca de 270 000 destes trabalhadores javaneses foram enviados para outras áreas dominadas pelos japoneses no Sudeste Asiático e somente 52 000 foram repatriados para Java.
Em 19 de fevereiro de 1942, Roosevelt assinou a Ordem Executiva 9066, internando milhares de japoneses, italianos, estadunidenses, alemães e alguns emigrantes do Havaí que fugiram após o bombardeio de Pearl Harbor durante o período da guerra. Os governos dos Estados Unidos e do Canadá internaram 150 000 estadunidenses-japoneses, bem como cerca de 11 000 alemães e italianos residentes nos EUA (ver: Campos de concentração nos Estados Unidos e Crimes de guerra dos Aliados).
Em conformidade com o acordo Aliado feito na Conferência de Ialta, milhões de prisioneiros de guerra e civis foram usados em trabalhos forçado por parte da União Soviética. No caso da Hungria, os húngaros foram forçados a trabalhar para a União Soviética até 1955.

### Produção econômica e militar

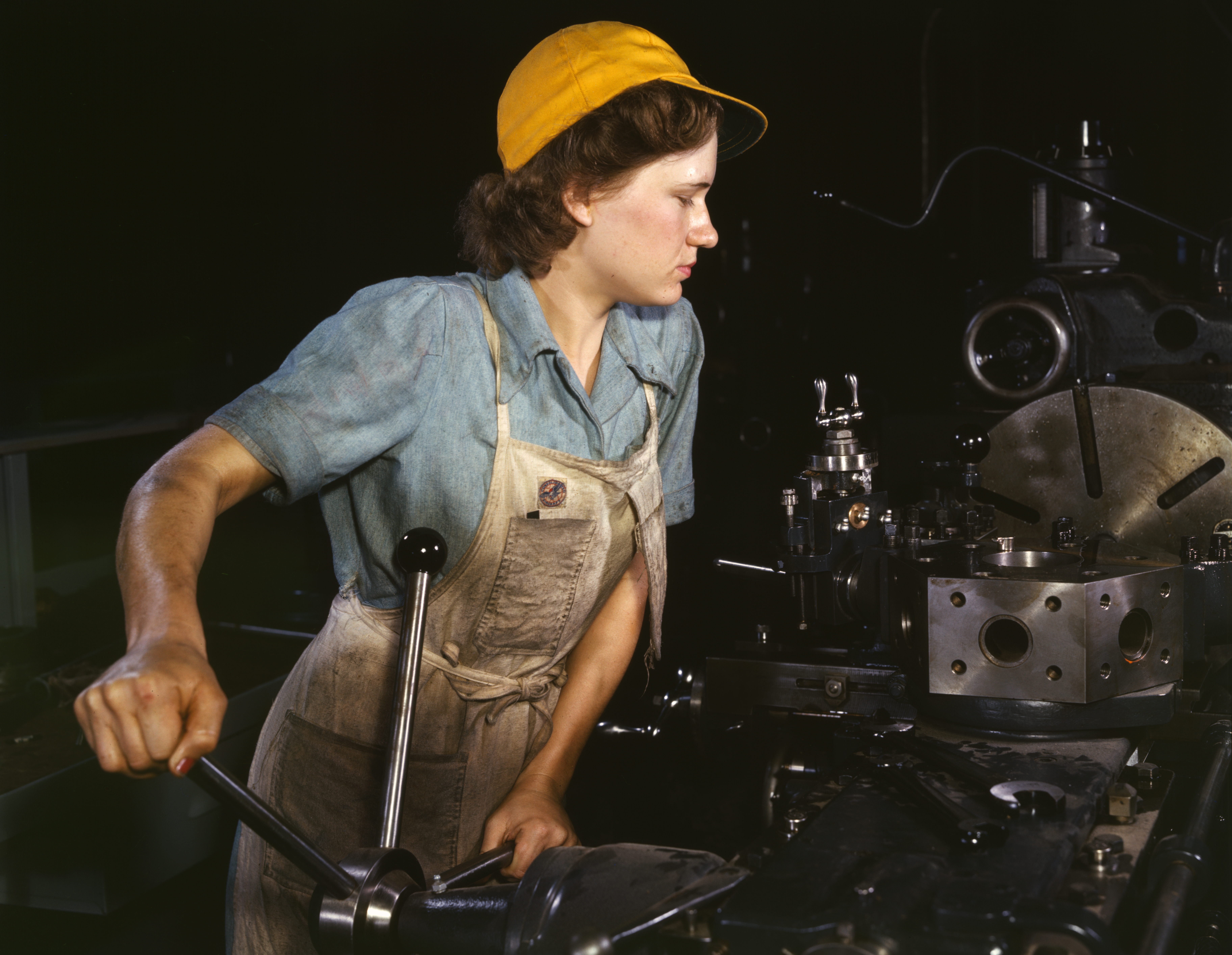
Propaganda do governo norte-americano mostrando uma mulher trabalhando em uma fábrica em Fort Worth, Texas, Estados Unidos (1942).

Na Europa, antes da eclosão da guerra, os Aliados tinham vantagens significativas em termos populacionais e econômicos. Em 1938, os aliados ocidentais (Reino Unido, França, Polônia e os Domínios Britânicos) tinham uma população e um produto interno bruto (PIB) 30% maior do que os do Eixo Europeu (Alemanha e Itália); se as colônias fossem incluídas, a vantagem dos Aliados seria ainda maior, de 5:1 em população e quase 2:1 em PIB. Ao mesmo tempo na Ásia, a China tinha cerca de seis vezes a população do Império do Japão, mas um PIB apenas 89% mais elevado, o que seria reduzido a três vezes em termos populacionais e apenas 38% do PIB mais elevado se as colônias japonesas fossem incluídas.
Apesar das vantagens econômicas e populacionais dos Aliados terem sido amplamente mitigadas durante os primeiros ataques rápidos da blitzkrieg da Alemanha e do Japão, elas se tornaram um fator decisivo em 1942, depois que os Estados Unidos e a União Soviética juntaram-se aos Aliados, quando a guerra em grande parte resolveu-se em conflitos. Embora a maior capacidade de produção dos Aliados em relação ao Eixo muitas vezes seja atribuída aos maiores acessos à recursos naturais, outros fatores, como a relutância da Alemanha e do Japão em empregar as mulheres em sua força de trabalho, o bombardeio estratégico feito pelos Aliados e a transformação tardia da Alemanha para uma economia de guerra também contribuíram de forma significativa. Além disso, nem a Alemanha nem o Japão planejavam lutar em uma guerra prolongada e, portanto, não se prepararam para isso. Para melhorar a sua produção, Alemanha e Japão utilizaram milhões de trabalhadores escravos; a Alemanha usou cerca de 12 milhões de pessoas, principalmente da Europa Oriental, enquanto o Japão escravizou mais de 18 milhões de pessoas no Extremo Oriente da Ásia.

### Ocupações

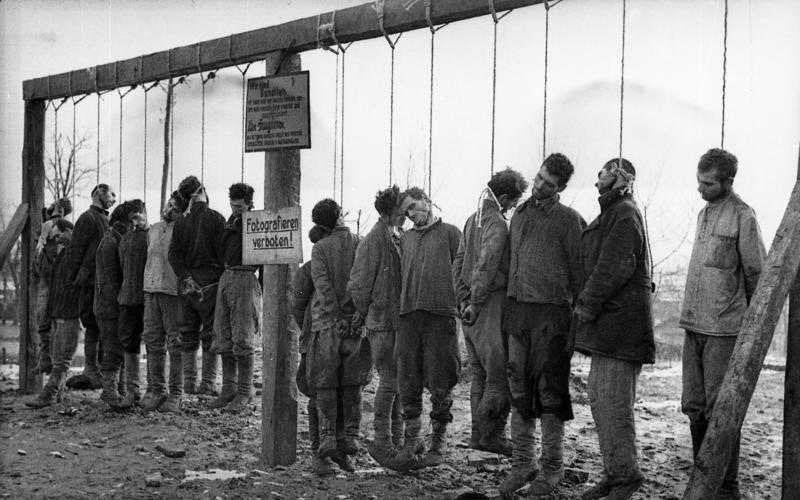
Prisioneiros soviéticos enforcados pelas forças alemãs em janeiro de 1943.

Na Europa, a ocupação se deu sob duas formas muito diferentes. Na Europa Ocidental, do Norte e Central (França, Noruega, Dinamarca, Países Baixos e as porções anexadas da Checoslováquia) a Alemanha estabeleceu políticas econômicas através das quais recolheu cerca de 69,5 bilhões de reichsmarks (27,8 mil milhões de dólares) até o final da guerra; este valor não inclui o considerável saque de produtos industriais, equipamentos militares, matérias-primas e outros bens. Assim, a renda das nações ocupadas era superior a 40 por cento da renda alemã recolhida através de impostos, um número que aumentou para quase 40 por cento da receita total da Alemanha com a continuação da guerra.
No Leste Europeu, a tão esperada recompensa que seria trazida pela conquista do Lebensraum nunca foi alcançada por causa das fronteiras instáveis durante os conflitos e pela política soviética de "terra arrasada", que impediu a posse dos recursos pelos invasores alemães. Ao contrário do Ocidente, a política racial nazista incentivou a brutalidade excessiva contra o que considerava Untermensch ("povos inferiores") de descendência eslava; a maior parte dos avanços alemães foram seguidos de execuções em massa. Embora certos grupos de resistência (Partisans) tenham se formado na maioria dos territórios ocupados, eles não prejudicaram de forma significativa as operações alemãs tanto no Oriente quanto no Ocidente até o final de 1943. Também na Alemanha, alguns grupos e indivíduos em ações isoladas fizeram oposição ao regime. Este movimento de oposição interna, pouco expressivo e disperso, ficou conhecido como a resistência alemã.
Na Ásia, o Império do Japão denominou as nações sob a sua ocupação como sendo parte da "Esfera de Coprosperidade da Grande Ásia Oriental", o que, essencialmente, era uma hegemonia japonesa que se dizia ser a libertadora dos povos colonizados. Embora as forças japonesas tenham sido originalmente recebidas como libertadoras da dominação dos impérios europeus em muitos territórios, sua excessiva brutalidade pôs a opinião pública local contra eles dentro de semanas. Durante a sua conquista inicial, o Japão capturou 4 milhões barris (640 mil m³) de petróleo (~5,5 × 105 toneladas) deixados para trás durante a retirada das forças aliadas e, em 1943, foi capaz de obter a produção das Índias Orientais Holandesas de até 50 milhões de barris (~ 6,8 × 106 t), 76 por cento de sua taxa de produção de 1940.

### Desenvolvimento tecnológico e militar
Vários aviões foram usados para reconhecimento, como caças, bombardeiros e aeronaves de apoio no solo, sendo que cada uma dessas funções avançou consideravelmente durante o conflito. A inovação incluiu o transporte aéreo tático (a capacidade de mover rapidamente suprimentos, equipamentos e pessoal limitados e de alta prioridade); e o bombardeio estratégico (o bombardeio de áreas civis para destruir a indústria e o moral). O armamento antiaéreo também avançou, incluindo defesas como o radar e a artilharia superfície-ar, tais como o canhão alemão de 88 milímetros. O uso de aviões a jato foi pioneiro e embora a sua introdução tardia ter tido pouco impacto na guerra, levou esse tipo de aeronave a se tornar padrão nas forças aéreas em todo o mundo.
Avanços também foram feitos em quase todos os aspectos da guerra naval, principalmente com os porta-aviões e submarinos. Embora, no início da guerra a aeronáutica tenha tido relativamente pouco sucesso, as ações em Taranto, Pearl Harbor, Mar da China Meridional e Mar de Coral estabeleceram o porta-aviões como o principal navio dominante no lugar do couraçado.
No Atlântico, os porta-aviões de escolta tornaram-se uma parte vital de comboios aliados, ao aumentar eficazmente o raio de proteção e ao ajudar a fechar a "lacuna mesoatlântica". Os porta-aviões eram também mais econômicos do que os navios de guerra devido ao custo relativamente baixo das aeronaves e de não necessitarem ser tão fortemente blindados. Os submarinos, que tinham provado ser uma arma eficaz durante a Primeira Guerra Mundial foram fortemente usados pelos dois lados nesse conflito. O desenvolvimento britânico focou-se em armamento e táticas antissubmarinos, como o sonar e os comboios navais, enquanto a Alemanha concentrou-se em melhorar a sua capacidade ofensiva, com projetos como os submarinos tipo VII, Tipo XXI e táticas rudeltaktik.
A guerra terrestre mudou das linhas de batalha estáticas da Primeira Guerra Mundial para uma maior mobilidade e o uso de armas combinadas. O tanque, que tinha sido utilizado predominantemente para apoio da infantaria na Primeira Guerra Mundial, tinha evoluído para a arma principal. No final dos anos 1930, os projetos de tanques estavam consideravelmente mais avançados do que durante a Primeira Guerra Mundial e os avanços continuaram durante a guerra em aspectos como o aumento da velocidade, blindagem e poder de fogo.
No início do conflito, a maioria dos comandantes pensava que os tanques inimigos tinham especificações superiores. Esta ideia foi contestada pelo fraco desempenho das armas relativamente leves dos primeiros tanques contra a blindagem e pela doutrina alemã de evitar combates entre tanques. Isto, juntamente com o uso de armas combinadas pela Alemanha, estava entre os elementos-chave de suas bem-sucedidas táticas de blitzkrieg em toda a Polônia e França. Muitas armas antitanque, como artilharia indireta, minas, armas de infantaria de curto alcance e outros tipos de tanques foram utilizados. Mesmo com a grande mecanização, a infantaria permaneceu como a espinha dorsal de todas as forças, e durante a guerra muitas delas foram equipadas de forma semelhante à da Primeira Guerra Mundial.
As metralhadoras portáteis se espalharam, sendo um exemplo notável a alemã MG42 e várias submetralhadoras que foram adaptadas para o combate próximo em ambientes urbanos e de selva. O rifle de assalto, um desenvolvimento de guerra recente que incorporou muitas características do fuzil e da metralhadora, tornou-se a arma de infantaria padrão do pós-guerra para a maioria das forças armadas.
A maioria dos grandes beligerantes tentou resolver os problemas de complexidade e de segurança apresentados utilizando grandes livros-códigos para criptografia com o uso de máquinas de cifra, sendo a máquina alemã Enigma a mais conhecida. O SIGINT era o processo contrário de descriptografia, sendo que o exemplo mais notável de aplicação foi a quebra dos códigos navais japoneses pelos Aliados. O britânico Ultra, que era derivado da metodologia dada ao Reino Unido pelo Biuro Szyfrów polonês, tinha decodificado a Enigma sete anos antes da guerra.
Outro aspecto da inteligência militar era o processo de desinformação, que os Aliados usaram com grande efeito, como nas operações Carne Moída e Bodyguard. Outras proezas tecnológicas e de engenharia alcançadas durante ou como resultado da guerra incluem os primeiros computadores programáveis do mundo (Z3, Colossus e ENIAC), mísseis guiados e foguetes modernos, o desenvolvimento do Projeto Manhattan de armas nucleares, as pesquisas operacionais e o desenvolvimento de portos e oleodutos artificiais sob o Canal da Mancha.